# Prese di sottomissione di wrestling
Le prese di sottomissione del wrestling includono un numero di azioni e controlli utilizzati dagli esecutori per immobilizzare i loro avversari o per giungere ad una sottomissione. Questo articolo copre le varie immobilizzazioni, stiramenti, manipolazioni e costrizioni utilizzate nel ring. Le mosse sono elencate in categorie generiche quando possibile.
Molto spesso queste prese non vengono applicate nei punti in cui l'avversario può rischiare un infortunio, proprio per evitare possibili danni. Lo stesso dicasi per le prese di soffocamento, mai applicate nei punti in cui possono far realmente soffocare l'avversario. Un'eccezione avviene nello shootfighting, dove queste prese molto rischiose vengono regolarmente utilizzate per finire gli incontri.

## Sottomissioni alla testa, collo e mento

### Crossface

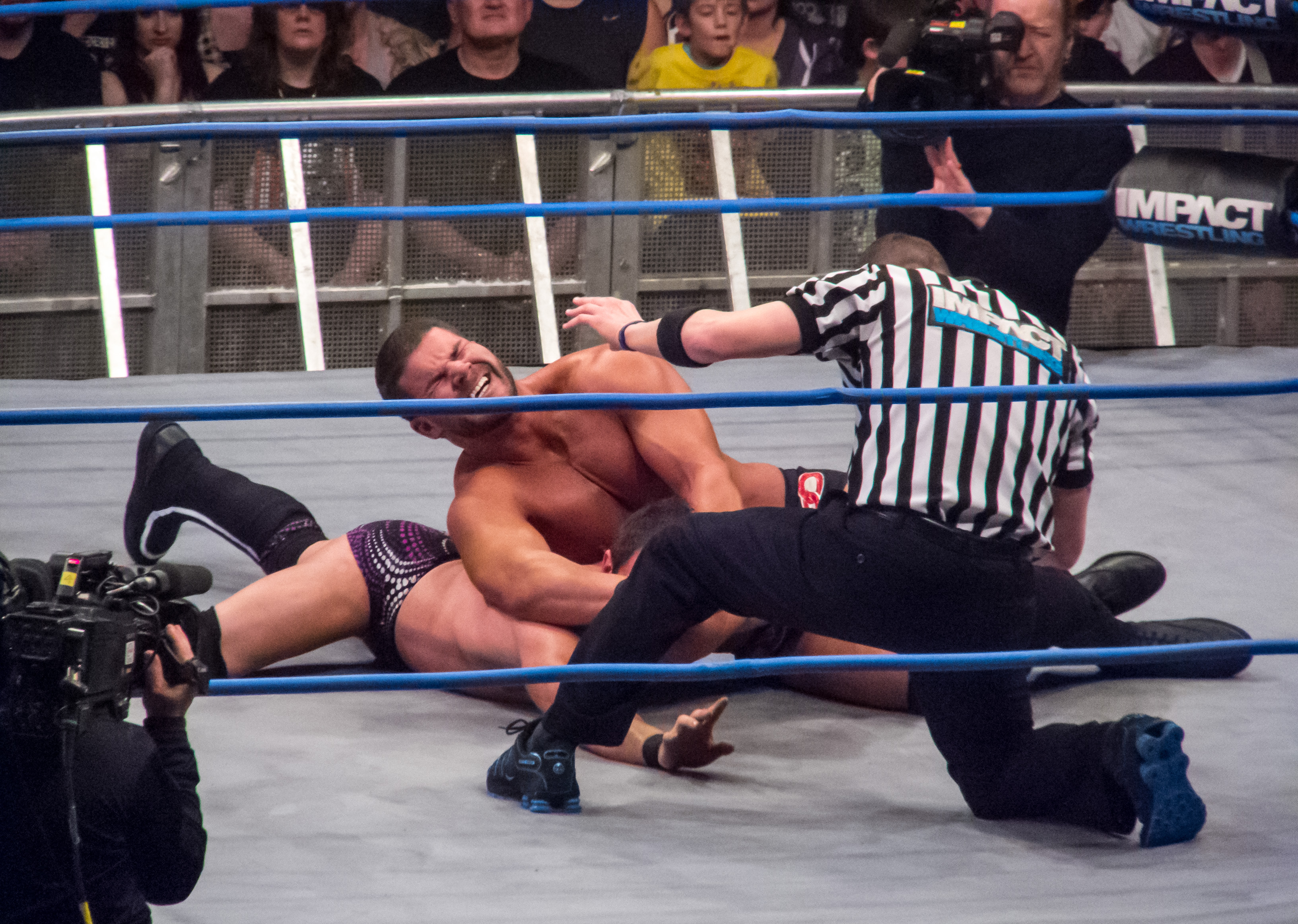
Bobby Roode mentre applica una Crossface

#### Crossface
La Crossface viene eseguita afferrando con entrambe le braccia l'avversario, spingendolo al tappeto; si "incastra" un braccio dell'avversario tra le proprie gambe, assicurandosi che non possa scappare. L'esecutore si siede sull'avversario (o immediatamente accanto ad esso) steso a terra prono; infine con gli avambracci forma una croce sul viso dell'avversario (da qui il nome Crossface) per poi tirare all'indietro con forza. La pressione è concentrata sul braccio, sul collo e sulla schiena dell'avversario.

#### Crossface chickenwing

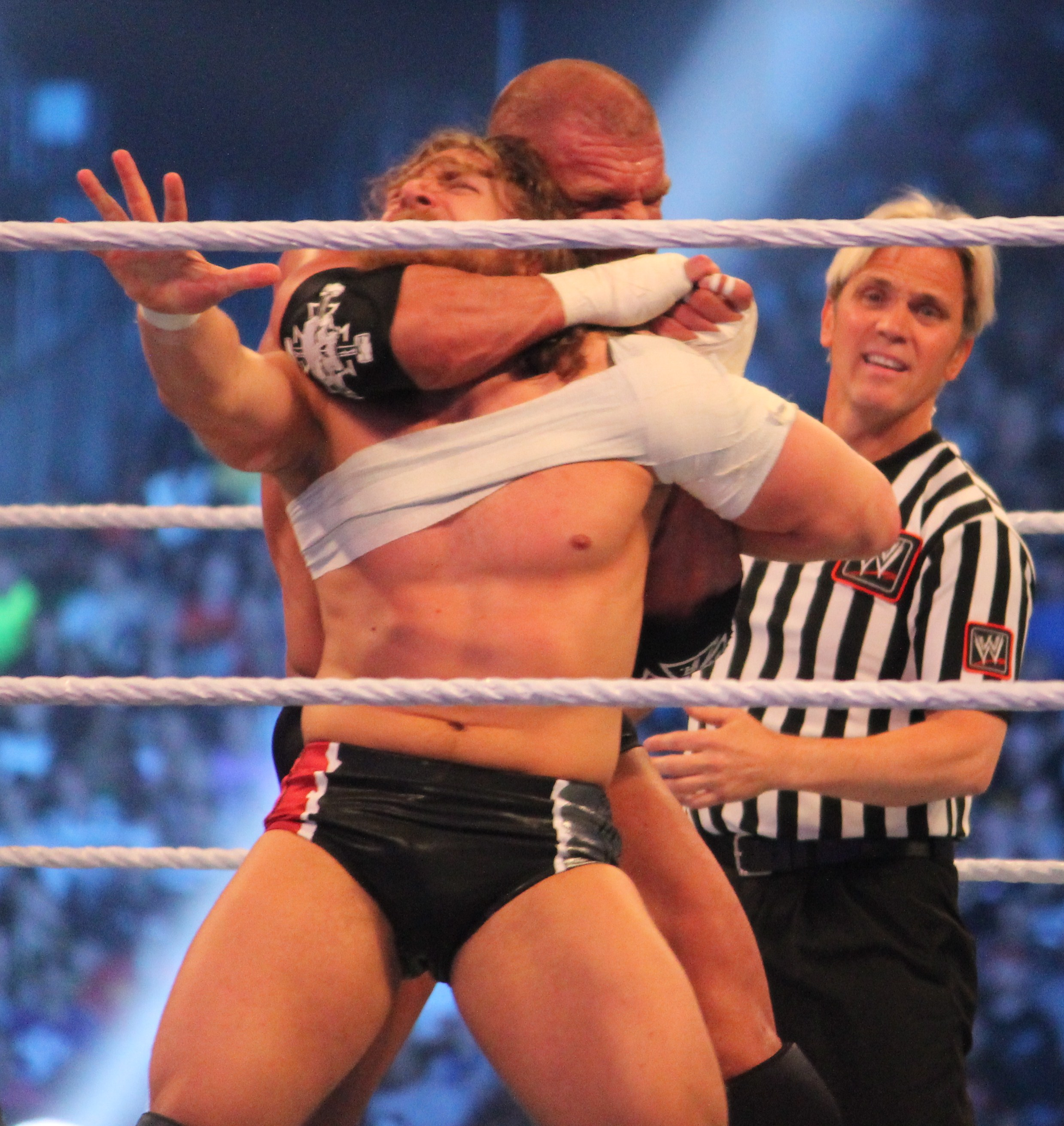

Versione della Crossface in cui l'esecutore applica contemporaneamente una Bodyscissors.

#### Omoplata crossface

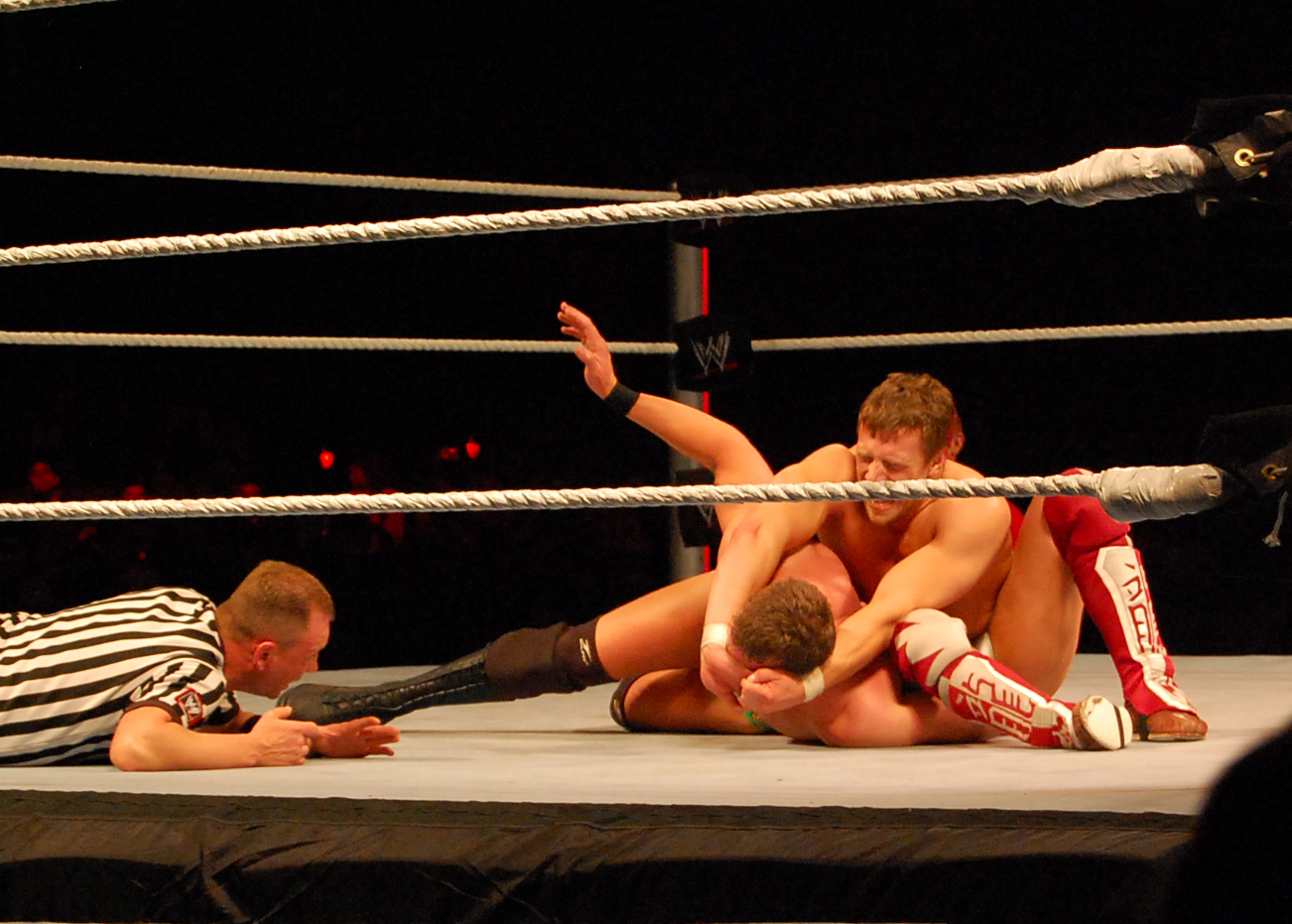

Altra versione della Crossface. Il fine è sempre quello di soffocare l'avversario per mezzo degli avambracci a croce sul suo viso, solo che il braccio viene sì incastrato tra le gambe, però si aumenta la pressione utilizzando il fianco corrispondente.

### Side Headlock
In questa presa un lottatore che è rivolto lontano da un avversario avvolgerebbe il suo braccio attorno al collo di un avversario. Questo è anche chiamato una cancelleria inversa. Sebbene questa sia una presa di riposo usata spesso, a volte è anche l'inizio di una mossa standard del bulldog.

### Cobra clutch

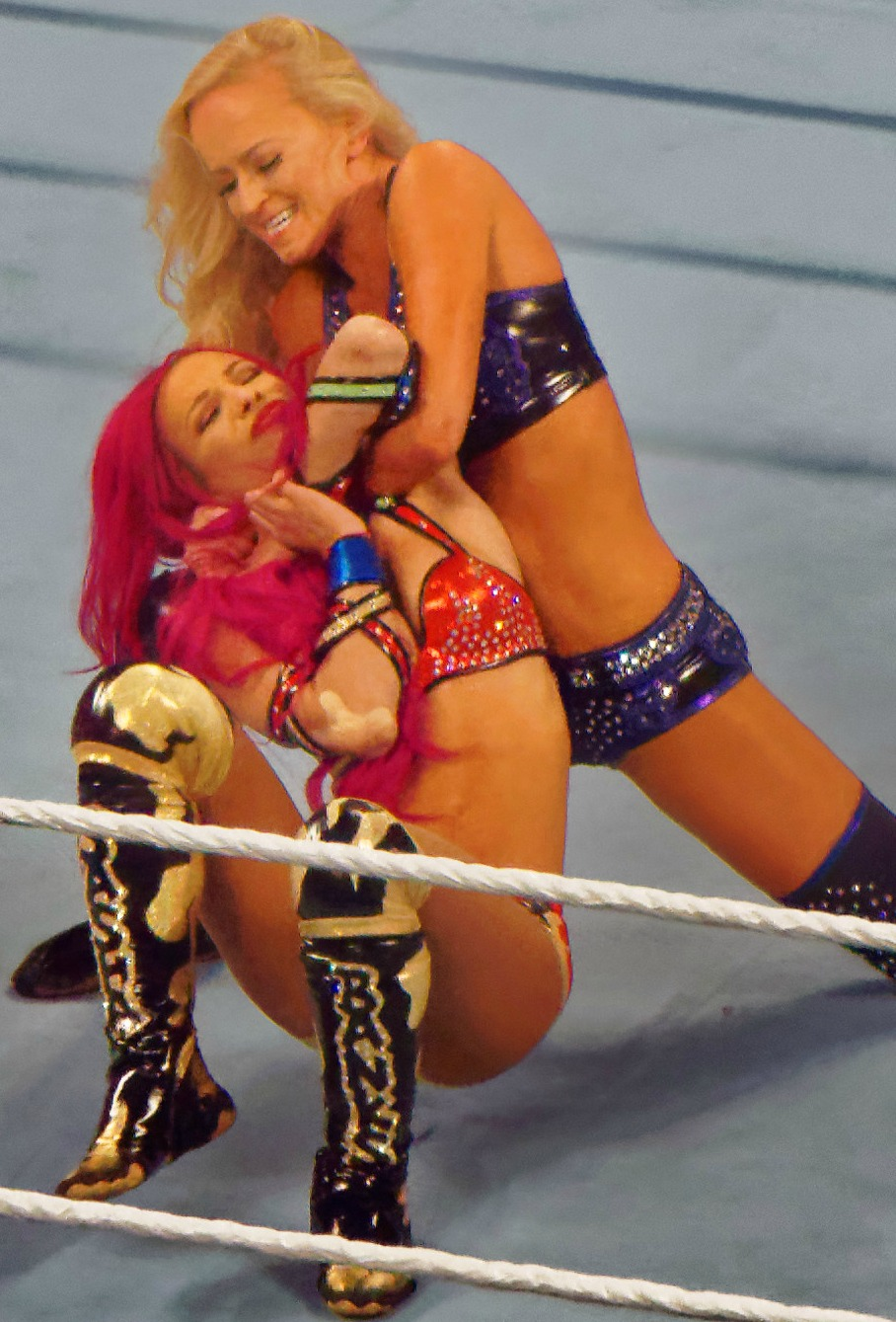

Consiste nel prendere di spalle l'avversario prendendogli un braccio che poi gli verrà piegato intorno al collo con l'esecutore che, a sua volta, effettuerà una presa al collo per infierire maggiormente.

#### Bridging Cobra Clutch
Con l'avversario sdraiato a faccia in giù, il lottatore si siede accanto all'avversario, rivolto allo stesso modo, si blocca sulla presa del cobra, quindi inarca le gambe e la schiena, piegando il busto e il collo dell'avversario verso l'alto.

### Camel clutch

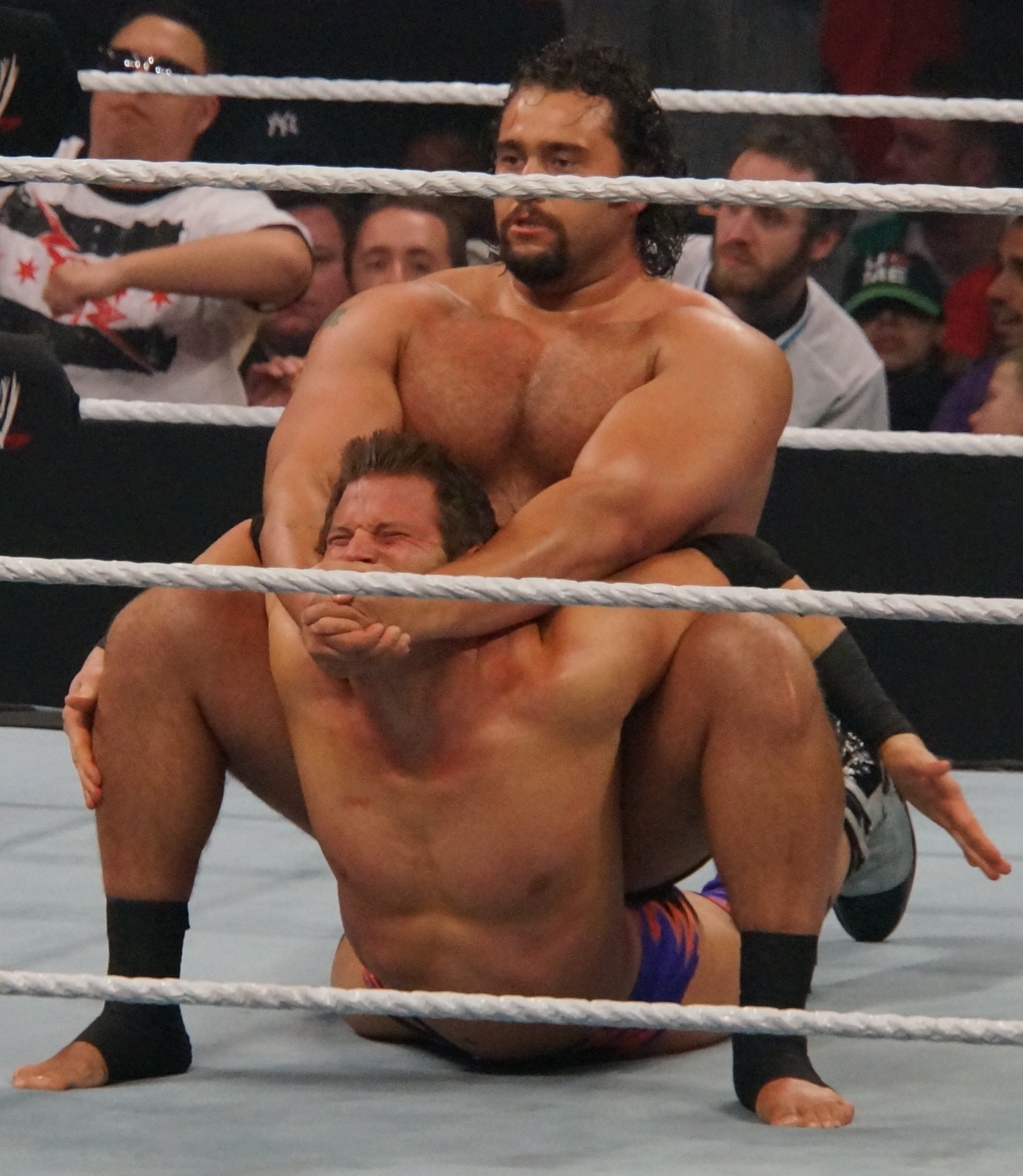

L'avversario, a terra rivolto a pancia in giù, subisce una torsione innaturale della schiena e del collo con le proprie braccia poste sulle cosce dell'esecutore che, nel frattempo, si "siede" sulla schiena del rivale.

#### Stepover Armlock Camel Clutch
Il lottatore si trova prima su un avversario inginocchiato o prono con ciascuna gamba accanto a entrambi i lati dell'avversario. Il lottatore quindi afferra una delle braccia dell'avversario in una presa del braccio scavalcata , ruotando di 360 ° in modo che il braccio dell'avversario sia piegato sotto pressione su di esso, e il risultato è che il lottatore è rivolto nella stessa direzione in cui si trovava prima di applicare la presa. Il lottatore, tuttavia, non continuerà a tenere il braccio dell'avversario, ma piuttosto lo inserirà tra il suo lato della gamba e il lato dell'avversario (corpo o vita), oppure il lottatore può semplicemente intrappolarlo sotto la coscia e la gamba usata. Il lottatore usa quindi le sue mani "libere" e tiene il lottatore in una mentoniera .

### Facelock
Ci sono due tipi di Facelock:
Manovra utilizzata spesso al tappeto dove l'esecutore, posto dinanzi all'avversario, chiude la testa dell'avversario stesso nelle proprie braccia.

#### Inverted facelock
Con quest'altra variante, l'avversario è in piedi di spalle all'esecutore che gli avvolge un braccio intorno al collo, curvandogli, così, la schiena e subendo, inoltre, una pressione al collo.
Questa manovra prende anche il nome di Dragon Sleeper dal soprannome del suo inventore, Tatsumi Fujinami.

#### Front Facelock

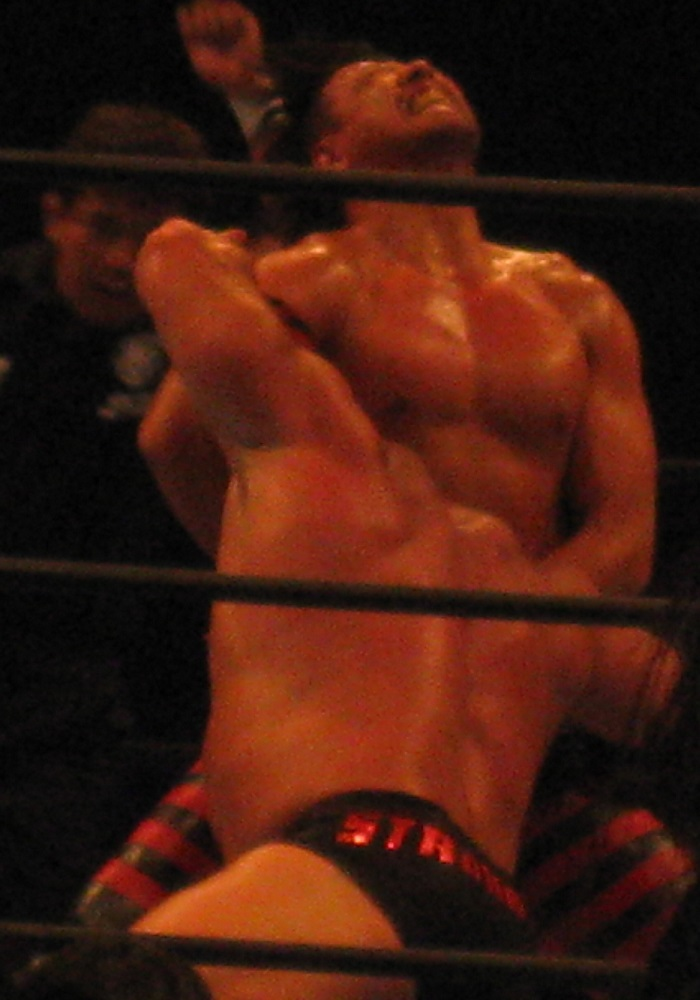

Il lottatore affronta il suo avversario, che è piegato. Il lottatore infila la testa dell'avversario sotto l'ascella e avvolge il braccio intorno alla testa in modo che l'avambraccio sia premuto contro il viso. Il lottatore quindi afferra il braccio con la mano libera per bloccare la presa e comprimere il viso dell'avversario.

#### Stepover toehold facelock

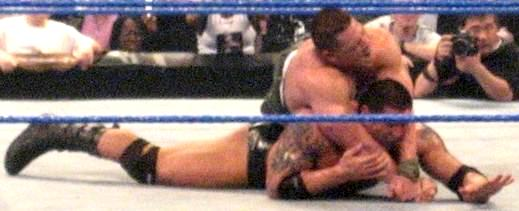

Questa presa, detta anche STF, viene eseguita su un avversario che giace a faccia in giù sul ring. L'esecutore afferra una delle gambe dell'avversario e mette la caviglia di quest'ultimo tra le proprie cosce, bloccandogli le braccia attorno alla testa. L'esecutore quindi tira indietro, allungando la schiena, il collo e il ginocchio dell'avversario.
STF a gambe incrociate

#### Cross-Legged STF
Il lottatore prende le gambe dell'avversario, le piega alle ginocchia e le incrocia, mettendo una caviglia nella cavità del ginocchio dell'altra gamba. Il lottatore quindi afferra la caviglia libera e la mette tra le cosce. Quindi si sdraia sulla parte superiore della schiena dell'avversario e blocca le braccia attorno al viso dell'avversario. Il lottatore quindi si tira indietro allungando la schiena, il collo e le ginocchia dell'avversario.

#### Regal Stretch
Nella variazione nota come Regal Stretch, come chiamata da William Regal, oltre ad incrociare le gambe dell'avversario, il lottatore raggiunge sotto una delle braccia dell'avversario per bloccare le sue mani intorno alla testa dell'avversario. Questo fa ruotare la parte superiore del corpo dell'avversario, causando una pressione extra.

#### Muta Lock
L'STF a gambe incrociate, invertito, o semplicemente noto come Muta Lock. Il lottatore prima prende le gambe dell'avversario, le piega alle ginocchia e le incrocia, mettendo una caviglia nella cavità del ginocchio dell'altra gamba prima di girarsi in modo che siano rivolte lontano dall'avversario e posiziona uno dei suoi piedi nel triangolo creato dalle gambe incrociate dell'avversario. Il lottatore quindi posiziona la caviglia libera dell'avversario sotto la sua cavità del ginocchio e fa un ponte all'indietro per allungarsi sopra la testa e blocca le braccia attorno alla testa dell'avversario.

#### STS
Abbreviazione di Stepover Toehold Sleeper , questa presa è una versione modificata di un STF in cui il lottatore avvolge il braccio attorno al collo dell'avversario in una presa dormiente invece di tirare indietro la testa dell'avversario.

### Full nelson

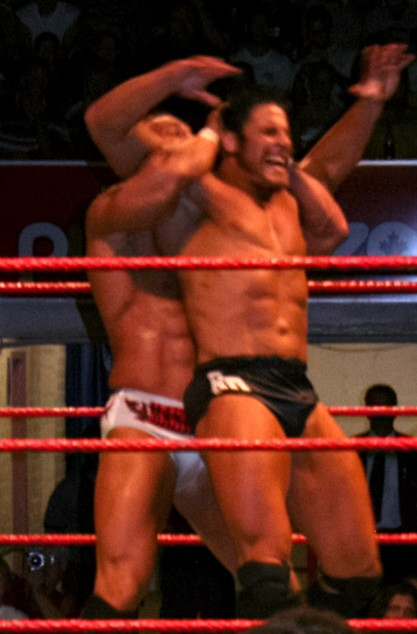
Chris Masters applica la Masterlock su René Duprée.

L'esecutore di questa mossa di sottomissione afferra il proprio avversario da dietro facendo passare le proprie braccia sotto le ascelle dell'avversario per poi incrociare le mani dietro la nuca dello stesso. Da questa posizione applica una dolorosa pressione sul collo dell'avversario. Esistono anche diversi tipi di suplex e proiezioni che iniziano da questa posizione.

### Gogoplata

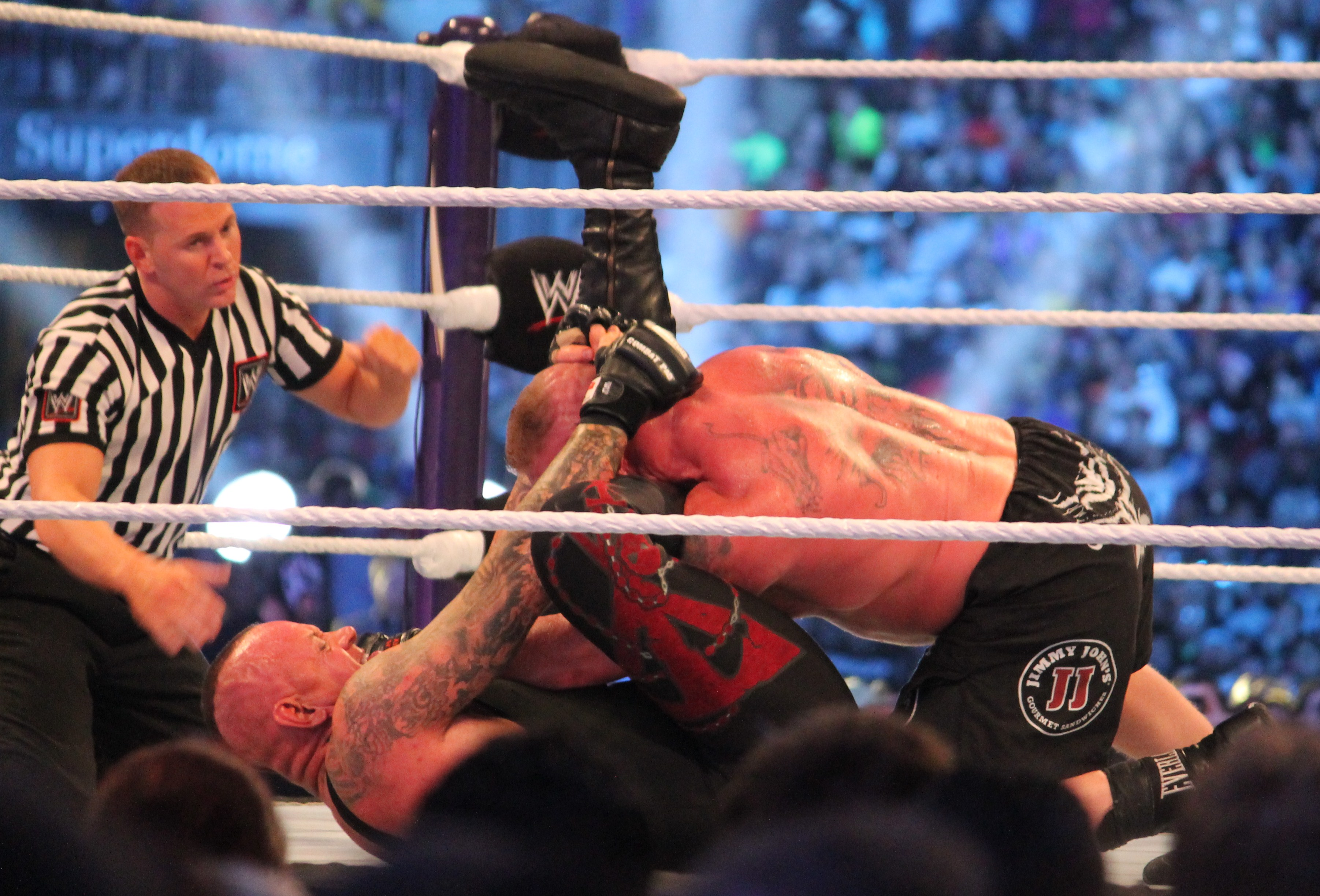

L'esecutore, sdraiato supino, mette una propria gamba (generalmente all'altezza della tibia) contro il collo dell'avversario e la blocca afferrando il proprio piede; l'avversario subisce una forte pressione contro il collo o il mento.

### Headlock

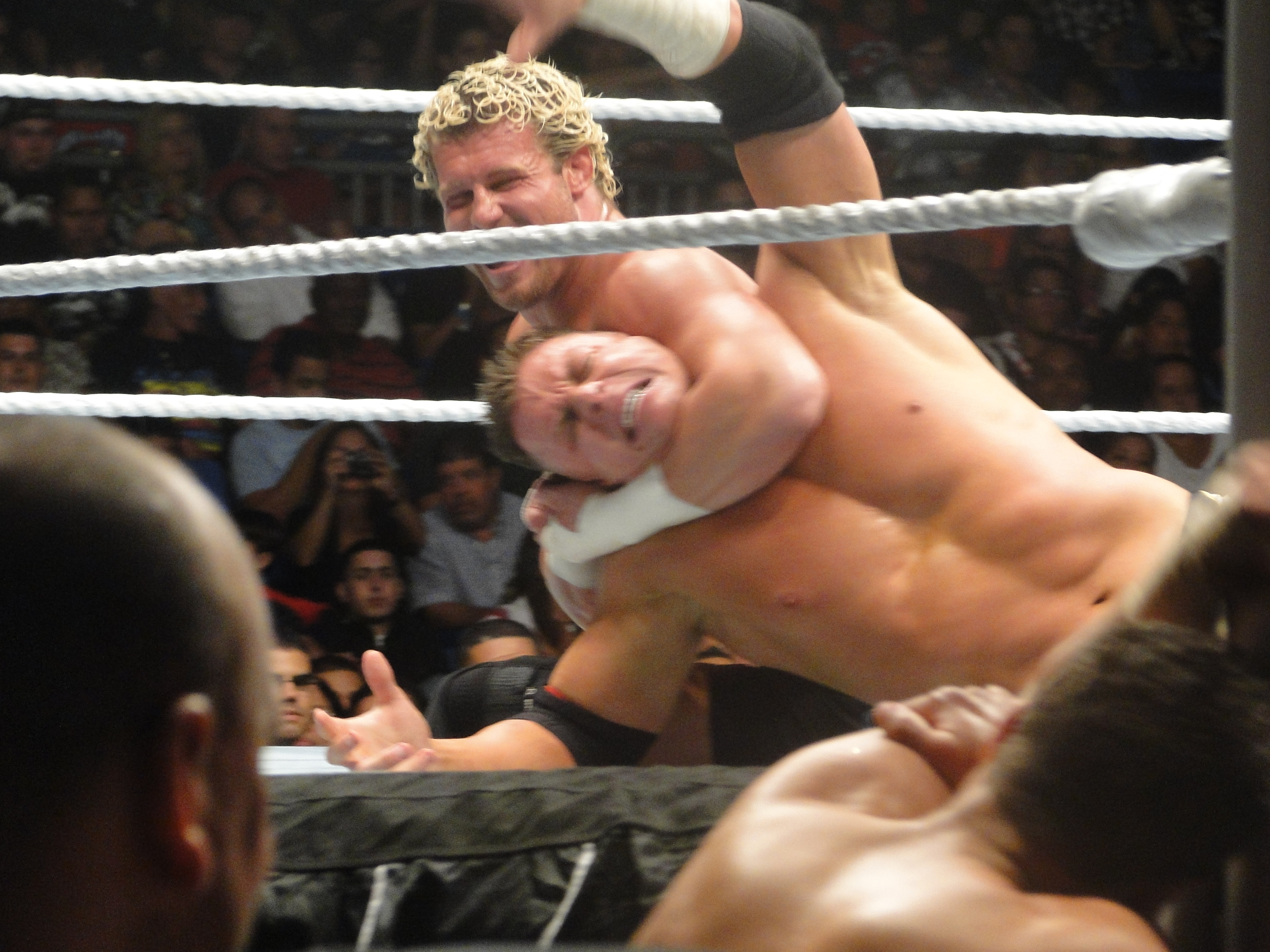

Normalissima presa di sottomissione, molto frequente e utilizzata, in genere, all'inizio di un incontro. La Headlock può essere definita anche come una mossa "basilare" che consiste nell'avvolgere il collo del proprio avversario sotto il braccio di colui che la esegue.
Nell'ottica della kayfabe, tale manovra fa pressione sul collo impedendo il regolare flusso sanguigno al cervello.

### Mandible claw

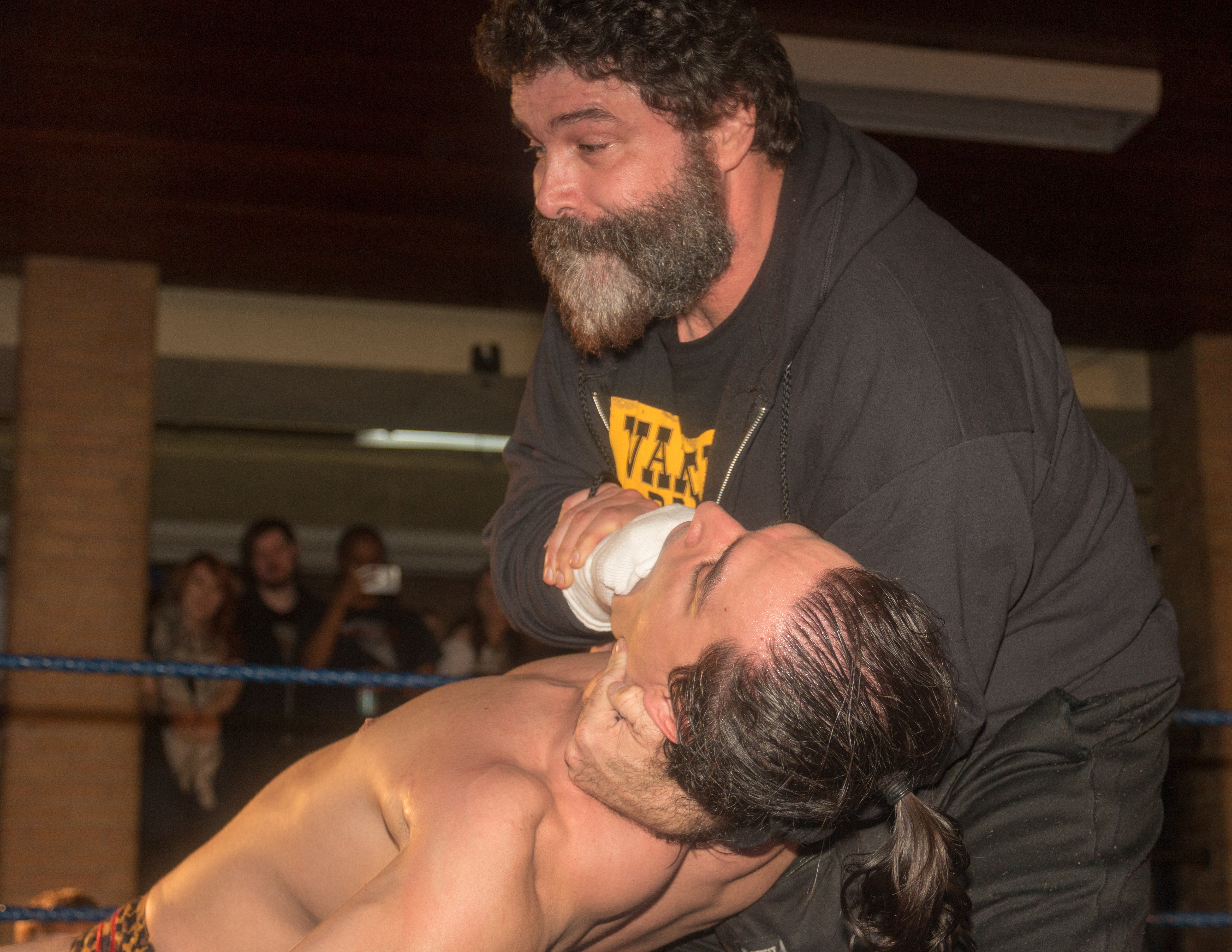

La mandible claw è una manovra di sottomissione che consiste nell'infilare nella bocca all'avversario il proprio dito medio e l'anulare, facendole scivolare sotto la lingua e premendo sul tessuto soffice che si trova sul fondo della bocca. Attraverso l'uso del pollice, posto sotto la mandibola, il wrestler esegue una forte pressione verso l'alto, bilanciando la pressione verso il basso esercitata dal medio e dall'anulare.

#### Clawhold
L'artiglio era una spremitura del cranio, applicata arricciando la punta delle dita usando principalmente le ultime due nocche del dito, applicando così cinque diversi punti di pressione. Il punto focale è usare il potere di presa per tentare quasi di premere le dita nella testa dell'avversario invece di schiacciare semplicemente con la parte piatta delle dita.

#### Shoulder Claw
Simile a una presa con gli artigli, il lottatore attaccante applica un blocco nervoso sulle spalle dell'avversario usando le mani e le dita per un tentativo di sottomissione, a volte con lo stesso effetto di una presa dormiente. Una variante può vedere invece il lottatore bloccare le mani sul collo dell'avversario. Un'altra variazione può vedere il lottatore montare un avversario sulla schiena e applicare la presa per uno schienamento o una sottomissione. Rallenta anche la pressione sanguigna.

#### Stomach Claw
Proprio come l'artiglio originale, l'attaccante applica una dolorosa presa nervosa allo stomaco del suo avversario, costringendolo a sottomettersi o svenire.

### Sleeper hold/Rear-Naked Choke

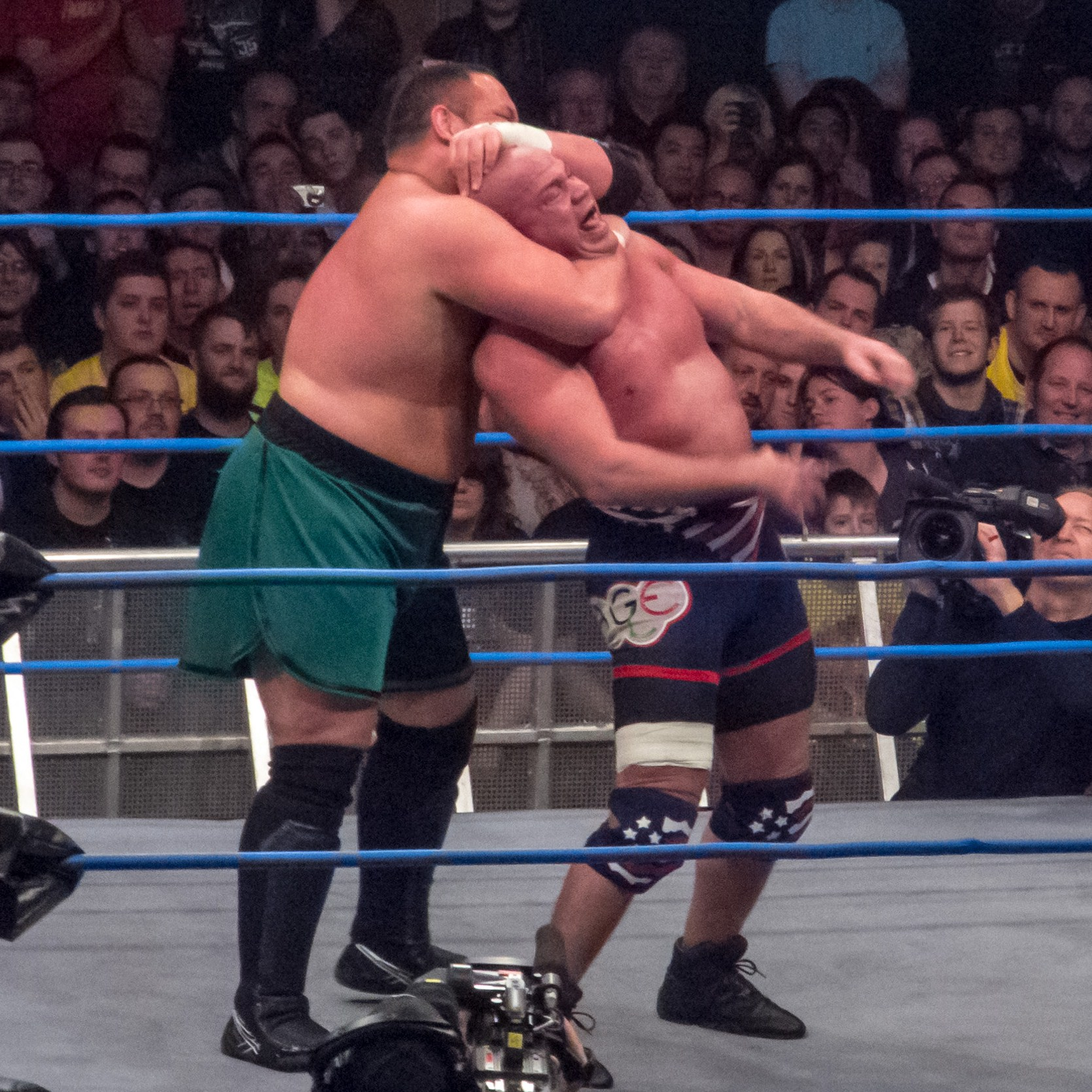

La sleeper hold è una delle tecniche di sottomissione più comuni nel wrestling.
La traduzione in italiano è "presa soporifera" proprio perché mira a far "addormentare" l'avversario.
Tale manovra si esegue ponendosi alle spalle dell'avversario: con un braccio gli si stringe il collo e con la mano dello stesso braccio l'esecutore afferra l'altro suo braccio che chiude la presa.
La presa, a differenza di quanto si possa pensare, non agisce per soffocamento ma agisce bloccando l'afflusso di sangue al cervello provocando uno svenimento.

### Triangle choke
Consiste nell'intrappolare la testa e un braccio dell'avversario tra le proprie gambe impedendogli così una regolare respirazione; le gambe dell'attaccante formano una sorta di triangolo, da cui il nome della presa. Comunemente usata nelle federazioni giapponesi e nel mondo della arti marziali miste. È conosciuta nel judo come "Sankaku jime".

### Arm-Triangle choke
È una sottomissione simile alla Triangle choke ma eseguita con le braccia.
Si attua intrappolando la testa ed un braccio dell'avversario con le proprie braccia, unendole e soffocandolo.
È anch'essa usata nelle arti marziali miste ed è conosciuta nel Judo come "Kata-Gatame".
Una variante in piedi della mossa è stata usata da Braun Strowman come finisher nei suoi primi mesi in WWE

### Twister
Viene eseguito da una posizione di cavalcatura grazie alla quale l'esecutore crea un "gancio" con le braccia infilato attraverso le gambe dell'avversario e fissato dietro la caviglia. L'esecutore quindi tira il braccio opposto dell'avversario dietro la propria testa e afferra la testa del suo avversario tirandolo verso la spalla.

### Vise Grip
Mossa che consiste nello schiacciare con tutte e due le mani il cranio della vittima. Anche se molto dolorosa è una presa dalla quale è facile liberarsi.

### Guillotine choke

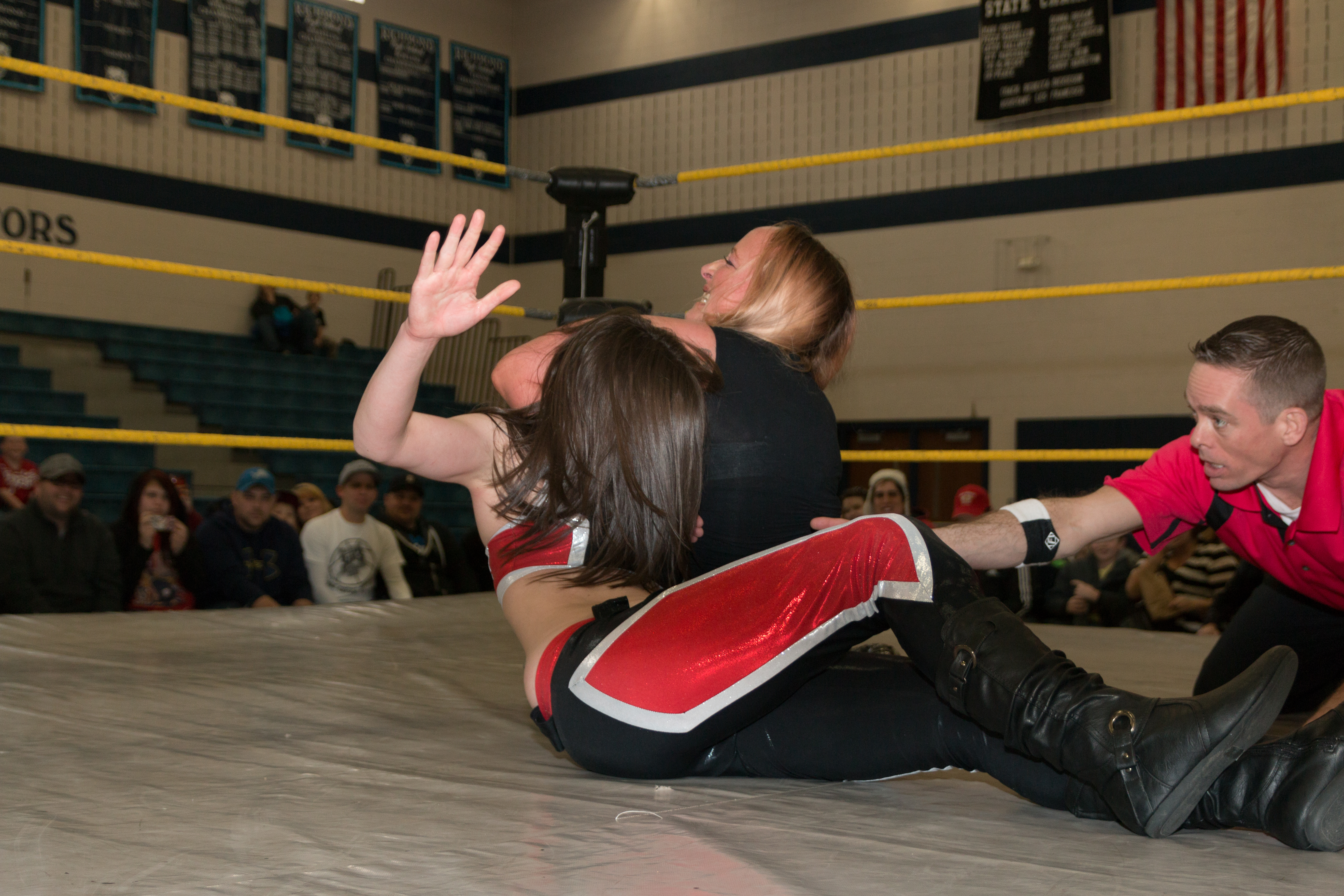

Consiste nel prendere la testa dell'avversario sotto il proprio braccio, come per una DDT, agganciarsi alla sua vita con le gambe e stringere le braccia, per provocare una forte pressione al collo e al cranio dell'avversario.

### Fish hook
Il wrestler infila le dita in bocca dell'avversario e comincia ad applicare pressione come se chi subisce la mossa fosse stato agganciato da un amo da pesca. Tale tecnica comunque è considerata scorretta ed è vietata negli incontri.

### Tongan Death Grip
Consiste nell'afferrare il collo dell'avversario con una mano per strangolarlo.

### Dragon Sleeper
Il lottatore si trova dietro l'avversario che è seduto o sdraiato, mette l'avversario in una presa capovolta e aggancia il braccio vicino dell'avversario con il suo braccio libero. Il lottatore quindi tira indietro e in alto, torcendo il collo dell'avversario. Se l'avversario è seduto, il lottatore può mettere il ginocchio sotto la schiena dell'avversario, aggiungendo più pressione.

### Figure-4 Necklock
Questa chiusura al collo vede un lottatore sedersi sopra un avversario caduto e avvolgere le sue gambe attorno all'avversario nella forma della figura 4 , con una gamba che si incrocia sotto il mento dell'avversario e sotto l'altra gamba del lottatore il lottatore stringe e soffoca l'avversario. In una versione illegale della presa, meglio descritta come una figura a quattro colli appesa, il lottatore si trova in cima al tenditore, avvolge le gambe attorno alla testa dell'avversario, che ha le spalle rivolte contro il tenditore, nella figura 4 e cade all'indietro, soffocando l'avversario. Nella maggior parte delle partite la presa dovrebbe essere rilasciata prima di un conteggio di cinque.

### Arm-Hook Sleeper
Conosciuto anche come il Bufalo Sleeper. Il lottatore è inginocchiato dietro un avversario seduto. Afferra un braccio dell'avversario, lo piega all'indietro sopra la testa e gli blocca il polso sotto l'ascella. Il lottatore quindi avvolge il suo braccio libero sotto il mento dell'avversario, come in una presa dormiente , mette l'altro braccio attraverso l'arco creato dal braccio intrappolato dell'avversario e blocca le sue mani. Quindi stringe il collo dell'avversario, provocando pressione.

### Anaconda Vise
La morsa anaconda (anche scritta vice) è una strozzatura a compressione brasiliana di Jiu-Jitsu e Judo. Il lottatore avvolge le braccia intorno alla testa e a un braccio dell'avversario e stringe, soffocando l'avversario. È considerato legale nel wrestling professionistico, sebbene sia un [hokehold. Questa presa di sottomissione è stata innovata da Hiroyoshi Tenzan .
È anche chiamato strozzatura triangolare a trappola per le braccia. Il vizio viene eseguito da una posizione in cui il lottatore e l'avversario sono seduti sul tappeto uno di fronte all'altro. Il lottatore si siede su un lato dell'avversario e usando il braccio vicino circonda l'avversario in una posizione di presa alla testa e afferra il polso vicino dell'avversario, piegando il braccio verso l'alto. Quindi, il lottatore manovra l'altro braccio attraverso il "buco" creato dal polso piegato dell'avversario, blocca la mano sul proprio polso e poi tira l'avversario in avanti, esercitando pressione sul braccio e sul collo dell'avversario.

### Death Star
Una leggera variazione dello strozzatore del pentagramma . Ciò che rende diversa questa versione è che di solito il lottatore usa la mano libera per aggrapparsi al proprio ginocchio prima di comprimere le ginocchia insieme per applicare la pressione. Tuttavia, nella Morte Nera, il lottatore usa la mano libera per manovrare sotto la gamba che viene prima utilizzata per creare lo strangolamento, quindi afferrare la caviglia dell'altra gamba.

### Koji Clutch
L'avversario si sdraia a faccia in giù sul tappeto. Il lottatore giace a faccia in su e leggermente di lato rispetto all'avversario. Il lottatore quindi aggancia la gamba più lontana sul collo dell'avversario. Il lottatore quindi aggancia le mani dietro la testa dell'avversario, facendo passare un braccio sopra la propria gamba e l'altro sotto. Il lottatore quindi tira indietro con le braccia e spinge in avanti con la gamba, provocando pressione. Il nome deriva dal nome del suo innovatore, Koji Kanemoto . Questa mossa è comunemente trasferita dal Reverse STO .

### Leg Choke
Con l'avversario appeso alla seconda corda, rivolto verso l'esterno del ring, il lottatore attaccante aggancia la gamba sinistra o destra sopra la parte posteriore del collo dell'avversario. Il lottatore attaccante tira quindi la seconda corda verso l'alto, comprimendo la gola dell'avversario tra la corda e la gamba del lottatore attaccante, soffocandolo. Questa mossa è illegale a causa dell'uso delle corde ad anello e comporta una squalifica per il lottatore se non rilascia la presa prima di un conteggio di cinque.

### Straight-Jacket Choke
Conosciuta anche come la morsa giapponese (Goku-Raku Gatame), la morsa incrociata, la gola tagliata o il soffocamento a braccia incrociate. Il lottatore si siede sulla schiena di un avversario che giace a faccia in giù sul tappeto. Il lottatore quindi afferra i polsi dell'avversario e incrocia le braccia sotto il mento. Il lottatore quindi tira indietro le braccia, provocando pressione.

### Three Quarter Nelson Choke
Il lottatore si trova dietro l'avversario, rivolto nella stessa direzione, e raggiunge sotto l'ascella con un braccio e intorno al collo dell'avversario con l'altro braccio prima di bloccare le mani, completando la presa. Il lottatore quindi tira verso l'alto, forzando l'avambraccio nella gola dell'avversario e soffocandolo.

## Sottomissioni alle braccia

### Hammerlock

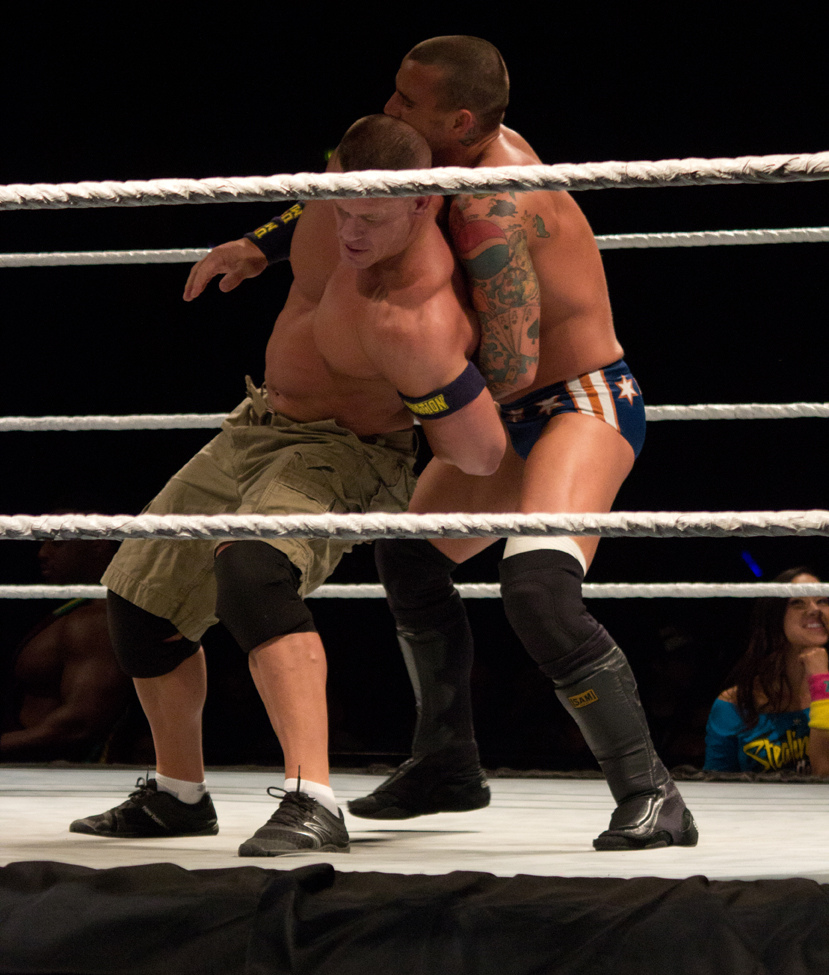

La presa consiste nel girare il braccio dell'avversario attorno se stesso e poi piegarlo per portare l'avambraccio dietro la schiena, causando una torsione innaturale del tricipite e dell'articolazione della spalla. Questa presa è molto comune e quasi tutti i lottatori la usano, specie per iniziare gli incontri dopo i primi clinch, è tipicamente usata come tecnica di controllo, per essere usata come tecnica di sottomissione (quindi con lo scopo di far cedere l'avversario) deve essere eseguita da terra ma nel wrestling moderno questa versione della tecnica è molto poco utilizzata.

### Figure Four Armlock
Conosciuto anche come serratura a chiave . Questa presa al braccio vede il lottatore afferrare il polso dell'avversario con la sua mano simile (ad esempio, se usa il braccio destro, afferrerebbe il polso destro dell'avversario), e con il polso dell'avversario ancora stretto, il lottatore piega il braccio dell'avversario (del polso afferrato) verso o dietro la testa dell'avversario (sono possibili entrambe le varianti). Quindi, il lottatore passa l'altro braccio libero attraverso il "buco" formato dal braccio piegato dell'avversario sotto il bicipite, e poi afferra il polso afferrato dell'avversario. Ciò comporterebbe la forma del braccio dell'avversario in un "4". Poiché il polso dell'avversario viene afferrato da entrambe le mani dell'avversario, insieme al braccio piegato, questo applica una pressione efficace sull'avversario.

#### Rope-Hung Figure Four Armlock
Il lottatore si avvicina a un avversario che giace intontito contro qualsiasi serie di corde, afferra uno dei polsi dell'avversario con il suo braccio simile. Il lottatore quindi inchioda il braccio con il polso afferrato contro la seconda o la corda superiore all'esterno del ring, passa l'altro braccio da sotto il bicipite dell'avversario e afferra il polso dell'avversario. L'intera manovra costringerebbe il braccio dell'avversario a piegarsi nella forma del numero "4", applicando una maggiore pressione mentre il braccio è intrappolato tra la seconda o la corda superiore. Il blocco del braccio a figura quattro appeso alla corda può anche essere afferrato attraverso la corda inferiore, se l'avversario è sdraiato contro di essa.

#### Stepover Armlock
Conosciuto anche come blocco del braccio rotante. Questa variazione di armlock vede l'avversario sdraiato a pancia in giù, rivolto verso il basso. Il lottatore afferra i polsi o le braccia dell'avversario, allungandolo leggermente verso di sé. Il lottatore quindi tiene l'altra gamba dietro il braccio teso - e con l'altra gamba scavalca il braccio teso (così ora diventa davanti al braccio). Da questo punto, il lottatore girerebbe insieme alla gamba calpestata, piegando così contemporaneamente il braccio dell'avversario. A questo punto, il braccio sarebbe stato piegato attorno alla gamba che originariamente era dietro di esso prima di girarsi. Il lottatore può ruotare eccessivamente o girarsi per applicare una maggiore pressione sul braccio. Il blocco del braccio scavalcato può essere visualizzato con la presa della punta rotante , tranne per il fatto che il polso viene tenuto invece della punta.

### Armbar

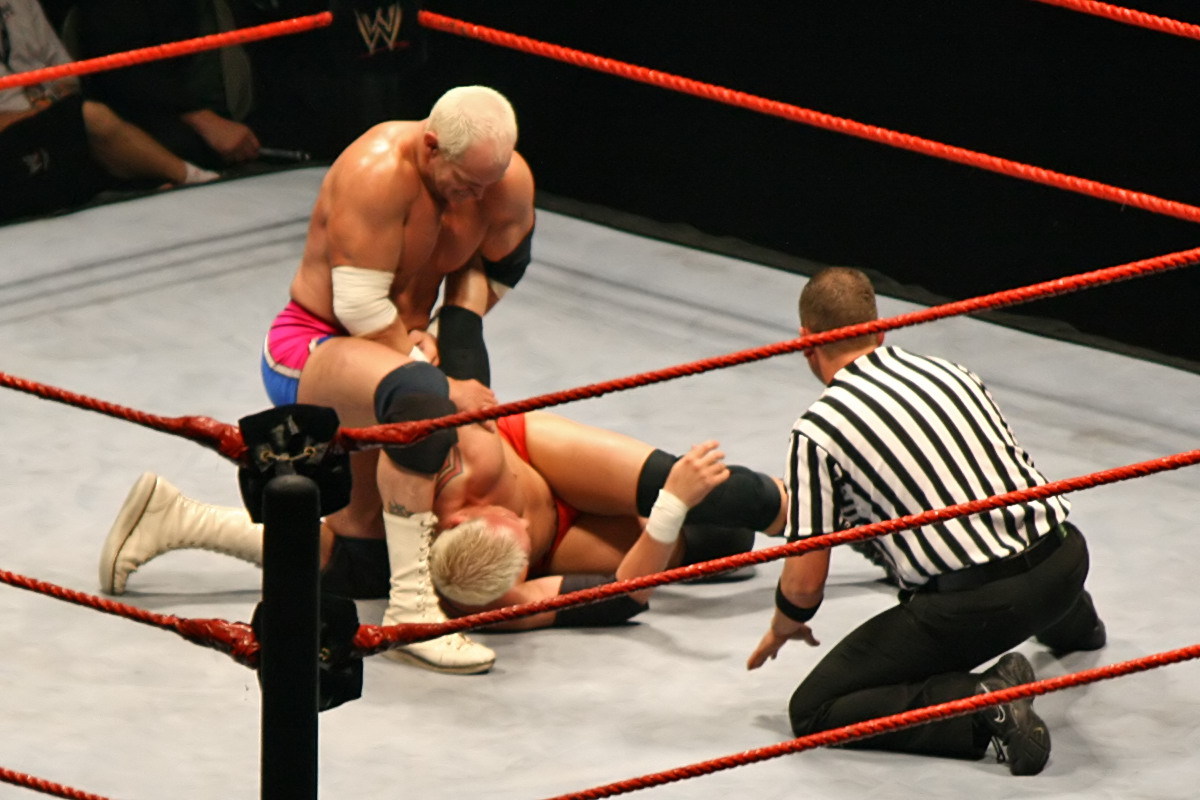

Con le spalle del lottatore che subisce la mossa a terra quello che la esegue esercita moltissima pressione al gomito del rivale spingendo in direzioni opposte con l'aiuto del ginocchio l'avambraccio e il bicipite. Anche questa è una tecnica molto comune e può essere utilizzata in seguito a una mossa che agisce alle braccia come l'Hiptoss o la Arm Drag.

#### Crucifix armbar
Il lottatore tiene il braccio di un avversario con le braccia, tirando il braccio sul petto. È situato perpendicolarmente e dietro l'avversario. Il lottatore quindi tiene l'altro braccio con le gambe, allungando le spalle all'indietro in posizione di crocifissione e iperestendendo il braccio.

#### Flying Cross Armbar
Questa variazione inizia con il lottatore in piedi su entrambi i lati dell'avversario piegato. Il lottatore quindi scavalca una delle braccia dell'avversario mentre tiene il polso di quel braccio e poi rotola o torce il suo corpo a mezz'aria mentre tiene il polso, costringendo l'avversario a sdraiarsi sulla schiena e terminando con un cross armbar .

#### Fujiwara Armbar

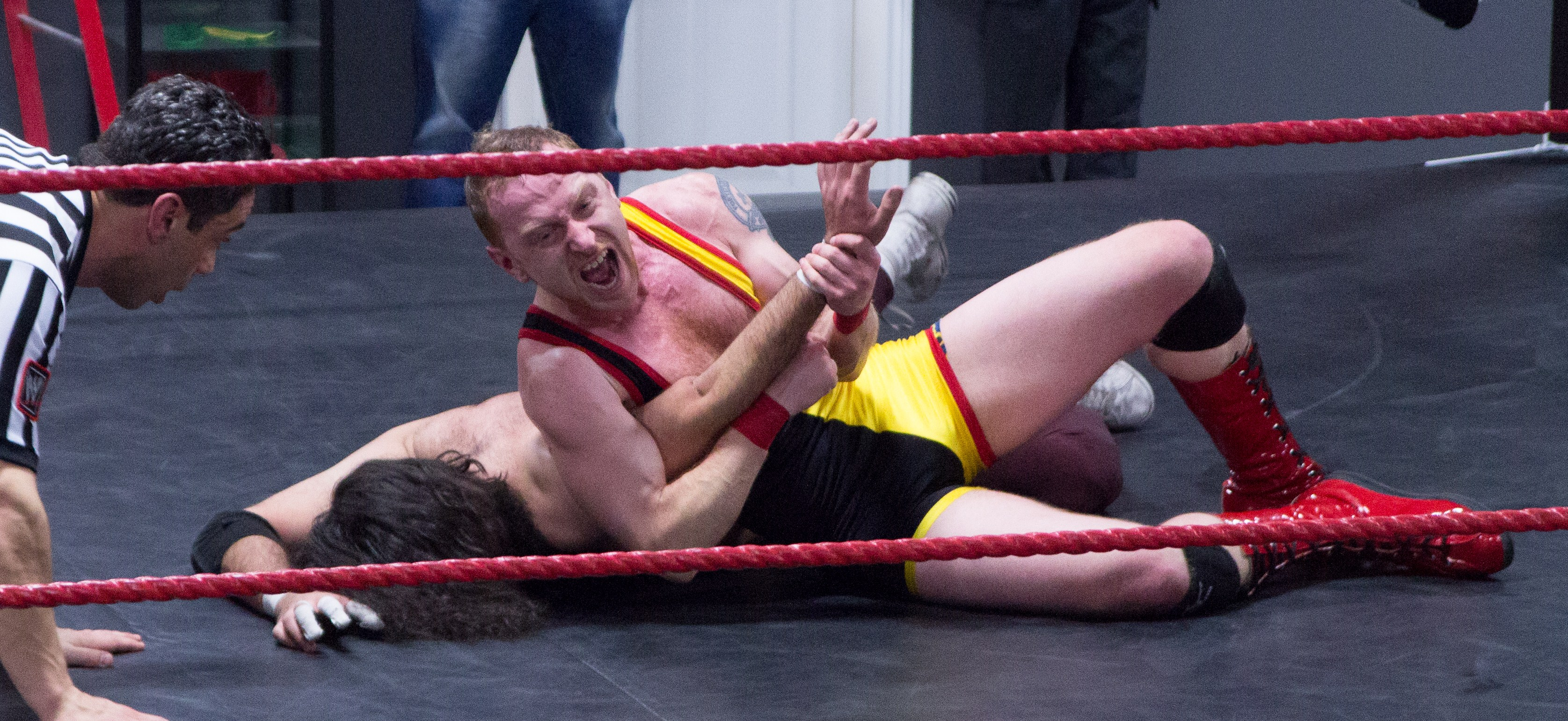

Conosciuto anche come braccio corto. Con l'avversario sdraiato sulla pancia, il lottatore giace sulla schiena dell'avversario, a un angolo di 90° rispetto a lui, caricando parte o tutto il suo peso sull'avversario per impedirgli di muoversi. Il braccio dell'avversario viene quindi agganciato e tirato indietro nel suo corpo, allungando gli avambracci, i bicipiti ei muscoli pettorali. Le variazioni di questo possono includere stringere la mano dell'avversario invece di agganciare la parte superiore del braccio, per una leva extra e un ponte fuori, mentre si esegue la mossa per aumentare la leva e immobilizzare l'avversario.

#### Headscissors Armbar
Conosciuto anche come Iron Octopus. Il lottatore avvolge le gambe intorno alla testa dell'avversario in una forbice , rivolto verso l'avversario. Quindi afferra una delle braccia dell'avversario e lo strattona all'indietro, provocando una pressione sulla spalla e sul gomito dell'avversario. Questo spesso può essere eseguito su un lottatore in piedi quando preceduto da un tilt-a-whirl .

#### Scissored Armbar
Il lottatore si avvicina di lato a un avversario prono, a faccia in giù. Il lottatore quindi "forbice" (afferra) il braccio vicino dell'avversario con le gambe e afferra il braccio lontano dell'avversario con entrambe le mani, costringendo l'avversario su un fianco e sottoponendo a sollecitazione entrambe le articolazioni della spalla, oltre a fargli è più difficile per l'avversario respirare.

#### Tiger Feint Crucifix Armbar
L'avversario inizia supino, sdraiato con la schiena sul fondo o sulla seconda corda e rivolto verso il ring. Il lottatore corre verso l'avversario e salta attraverso la seconda e l'ultima corda mentre si aggrappa alle corde, quindi si gira e si aggrappa alle braccia dell'avversario, applicando un crocifisso al braccio.

#### Cross armbreaker

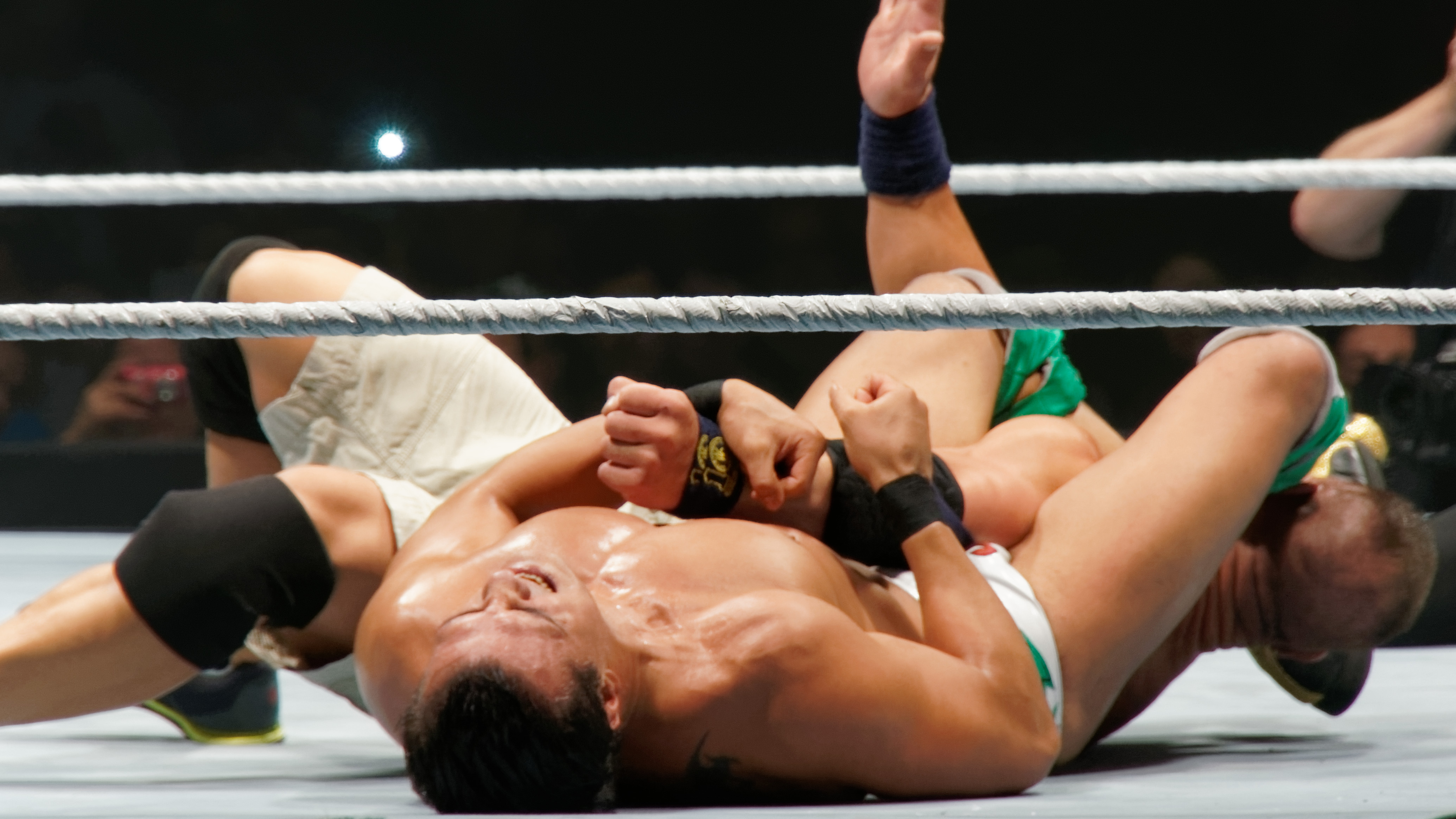

Variante dell'armbar, dove l'utilizzatore compie un giro di 360°gradi prima di prendere l'avversario in una presa al braccio da terra.

#### Kimura lock

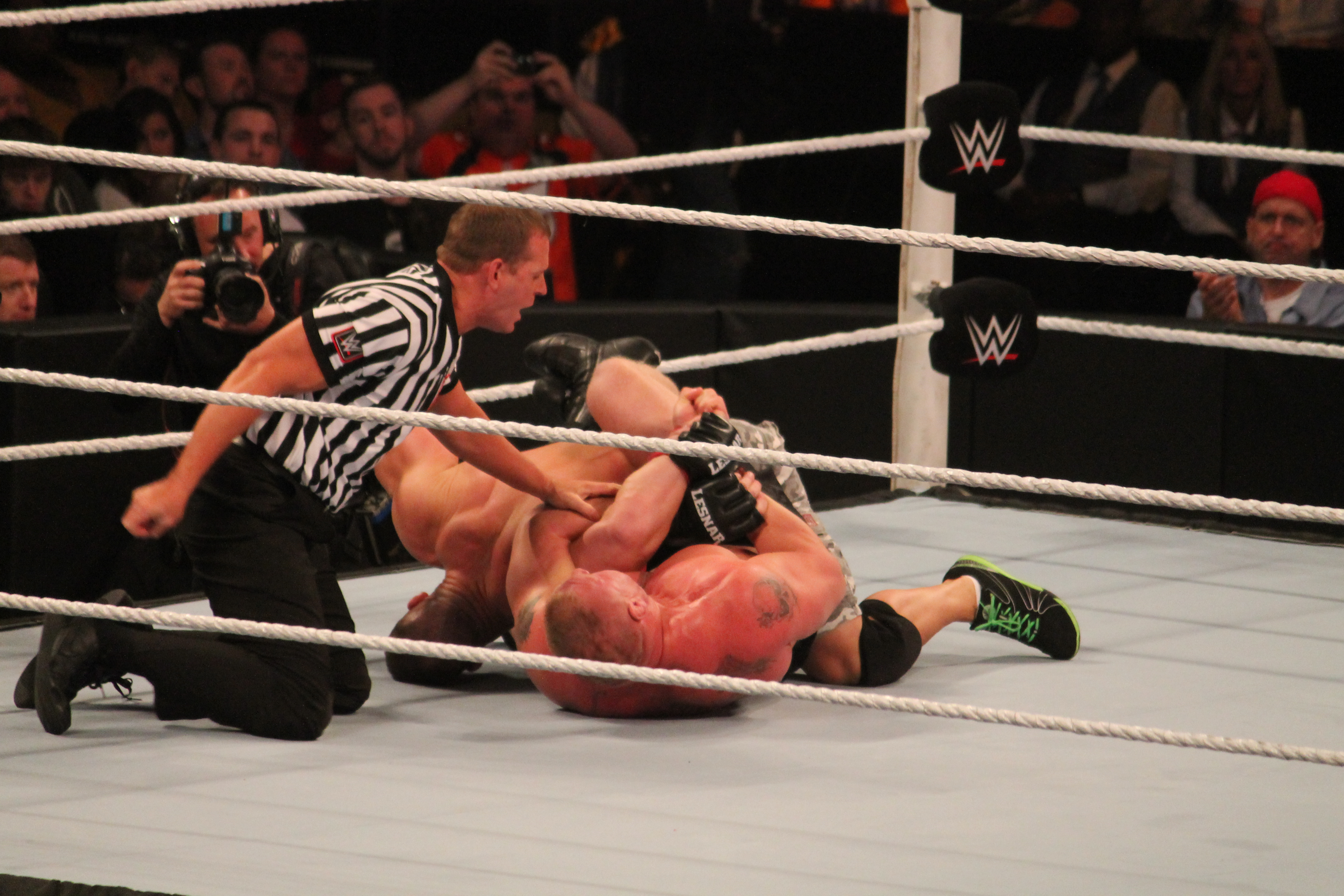

Consiste nell'afferrare il braccio dell'avversario col proprio braccio sinistro (se la si applica all'arto destro della vittima) facendolo passare per sopra la spalla dell'avversario mantenendo il proprio polso destro e con la stessa mano afferrare il polso dell'avversario esercitando pressione.

### Chickenwing
Il lottatore afferra il braccio del suo avversario, tirandolo dietro la schiena dell'avversario. Questo allunga i pettorali e l'articolazione della spalla e immobilizza il braccio. Questa è una legittima presa di controllo/debilitante ed è comunemente usata dagli agenti di polizia negli Stati Uniti per sottomettere le persone che non collaborano all'arresto.

#### Bridging chickenwing
Può anche essere chiamato blocco del polso a ponte. Il lottatore si avvicina a un avversario prono a faccia in giù, sdraiato sulla pancia. Il lottatore afferra un braccio dell'avversario e lo tira dietro la schiena (questo comporterebbe che il braccio fosse piegato dietro la schiena dell'avversario). Il lottatore quindi rotola o si lancia in avanti su un ponte, esercitando una pressione sul polso e sul gomito.

#### Double Chickenwing
Articolo principale: Double Chickenwing
Questa presa vede il lottatore in piedi dietro l'avversario rivolto nella stessa direzione, e quindi agganciare entrambe le braccia dell'avversario sotto le sue ascelle. La mossa è evidente per essere utilizzata per il Tiger Suplex .

#### Bridging Double Chickenwing

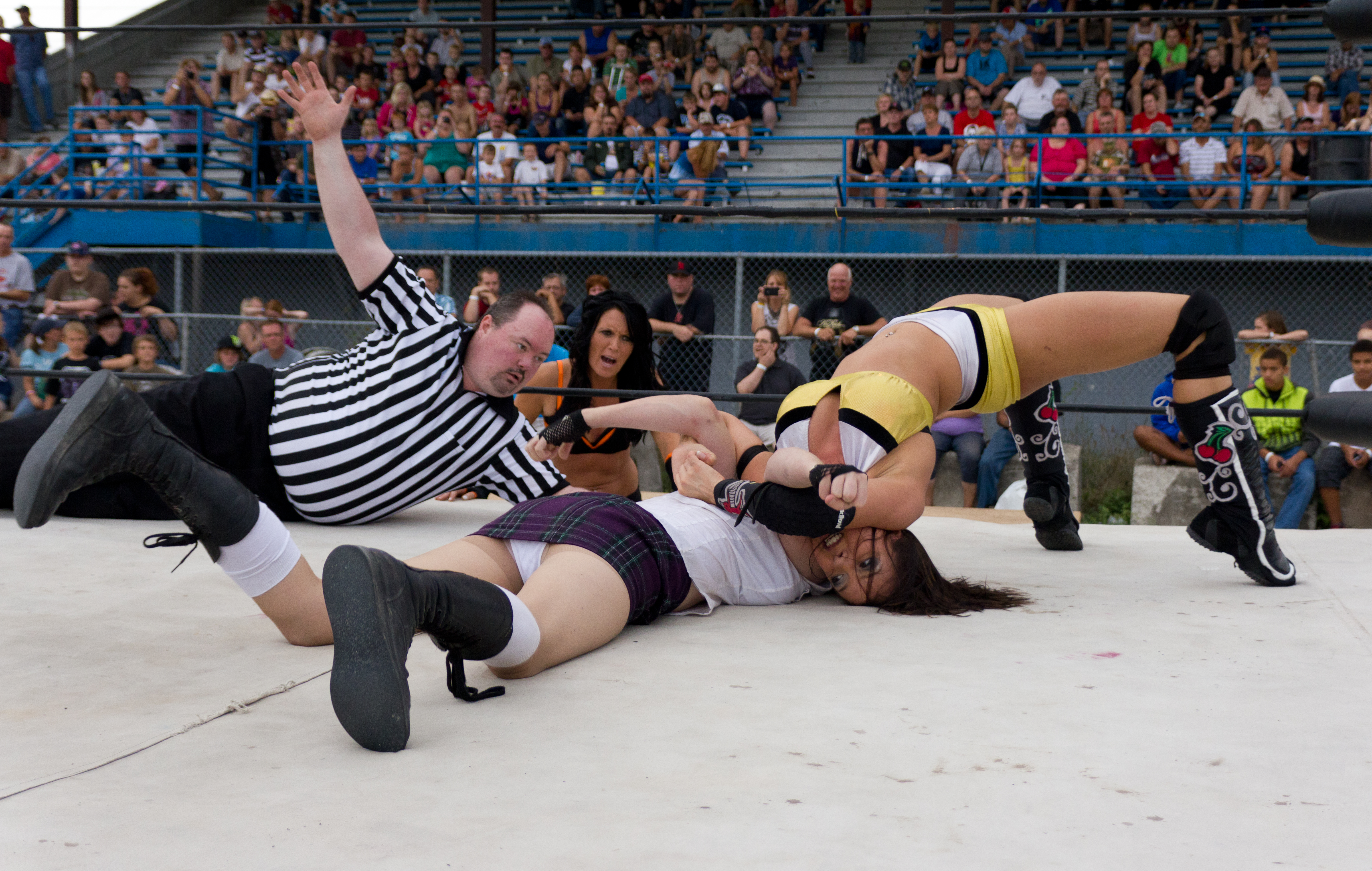

Conosciuto anche come doppia ala di pollo con messa a terra a ponte. Il lottatore si avvicina a un avversario prono a faccia in giù, sdraiato sulla pancia. Il lottatore quindi si alza sulla schiena, infila le braccia dell'avversario sotto le sue ascelle. Da questo punto, il lottatore rotola o si lancia su un ponte, tirando le braccia dell'avversario e applicando pressione su di esse.

#### Elevated Double Chickenwing

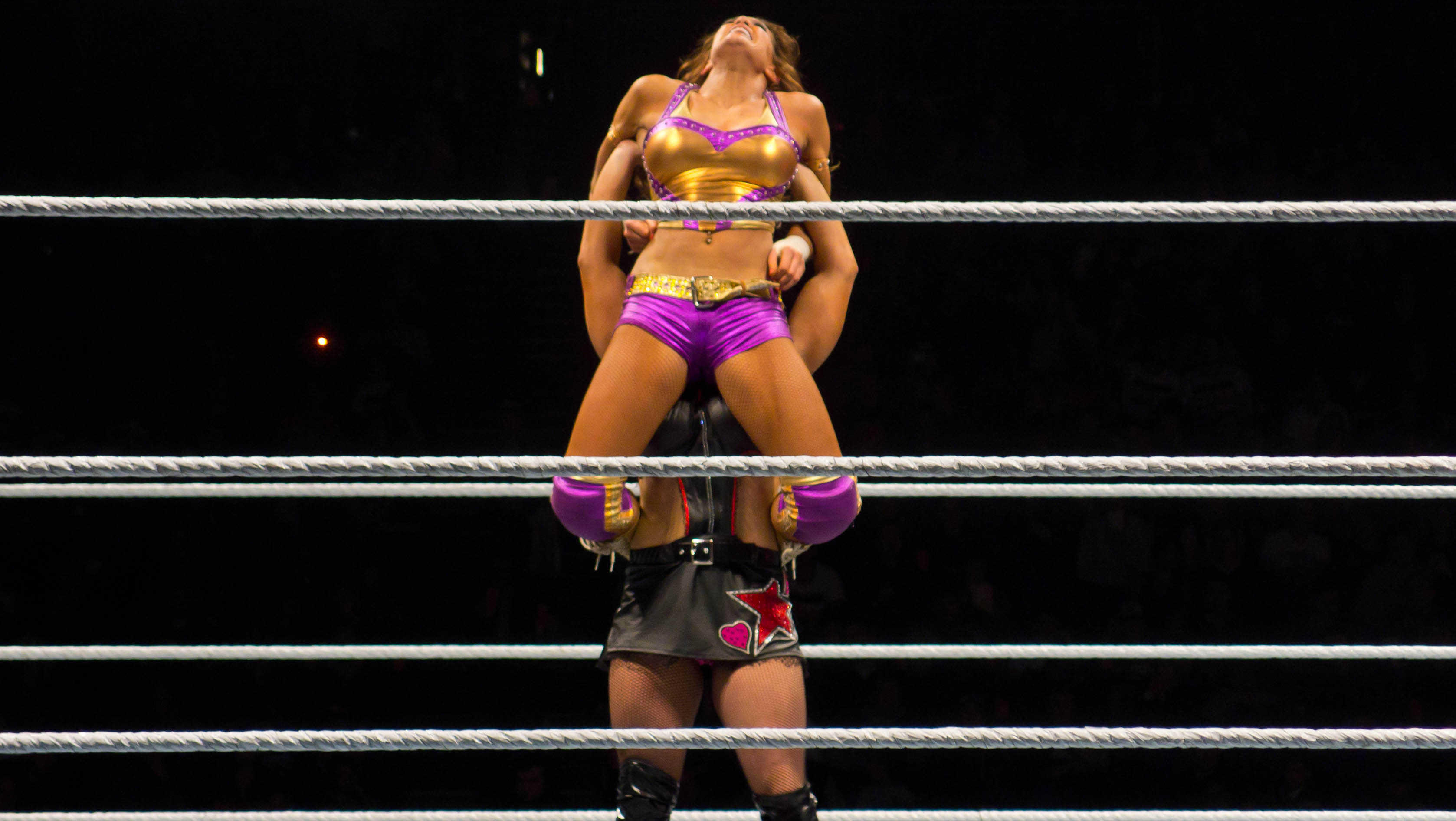

La variazione Elevated Double Chickenwing o Glam Slam Stretch (usata da Beth Phoenix) della doppia ala di pollo vede il lottatore strappare il lottatore mentre tiene ancora l'avversario nella doppia ala di pollo. La presa viene solitamente trasformata in un facebuster a forma di pollo .

### Triangle hold
Variante dell'armbar che porta colui che esegue la mossa ad appoggiare le spalle al tappeto, e con l'aiuto delle gambe, a creare un triangolo con il braccio tirato verso di sé, appoggiando le gambe stesse sul collo del rivale che si trova a terra.

## Sottomissioni alla schiena e alle costole

### Bear hug

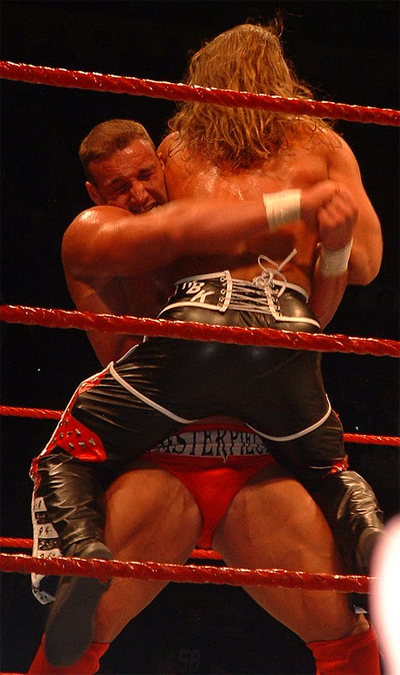
Chris Masters applica una bear hug su Shawn Michaels

Il bear hug è eseguito avvolgendo l'avversario con la braccia, circondandone il petto, l'addome o le cosce, a volte bloccando uno o entrambi gli arti superiori dell'avversario contro i propri. Le mani si intrecciano dietro l'avversario, che viene tenuto stretto contro il petto. Il bear hug garantisce un grande controllo sull'avversario e consente anche facile takedown nella posizione di back mount.

#### Reverse bearhug
Mossa identica alla Bear Hug classica con la differenza che in questo caso l'esecutore afferra l'avversario da dietro.

#### Side Bearhug
Un lottatore si trova su un lato di un avversario, di fronte a lui, e blocca le braccia attorno all'avversario, unendo le mani sotto il braccio dell'avversario sul lato opposto. Il lottatore quindi avvicina le braccia, comprimendo il busto dell'avversario.

#### Gutwrench Bearhug
Simile a un abbraccio da orso da dietro, una presa gutwrench inizia con l'avversario piegato in due e il lottatore attaccante che spinge la testa dell'avversario su un lato delle sue gambe, quindi blocca le braccia attorno alla vita dell'avversario e lo solleva come se stesse andando per una powerbomb in modo che la schiena della vittima sia drappeggiata sulla spalla del lottatore attaccante. Questa presa è spesso trasformata in sottomissione, powerbomb, backbreaker o suplex.

### Waistlock
Un lottatore si trova dietro l'avversario e poi avvolge entrambe le sue braccia intorno a lui / lei in un abbraccio da orso inverso, a volte stringendo le mani insieme per il polso per una maggiore pressione. Questo di solito crea un Suplex tedesco o uno slam sul tappeto anteriore.

### Body Scissors
Un lottatore si avvicina a un avversario seduto di fronte, dietro o da entrambi i lati. Il lottatore attaccante si siede quindi accanto all'avversario e avvolge le gambe attorno all'avversario, incrociando le caviglie e poi stringendo la presa stringendo insieme le cosce o raddrizzando le gambe per soffocare il lottatore comprimendogli il busto. Questa presa è spesso usata in combinazione con una presa applicata alla testa o alle braccia per trattenere l'avversario e fargli desiderare di battere.

### Abdominal stretch

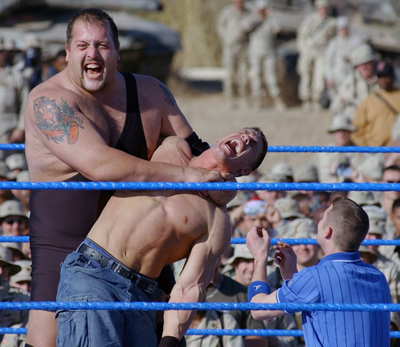

Mossa che consiste nel mettersi dietro all'avversario e afferrargli un braccio, bloccargli l'altro usando la gamba e infine esercitare una pressione sugli addominali, tale mossa ha reso famoso Hulk Hogan.

#### Grounded Abdominal Stretch

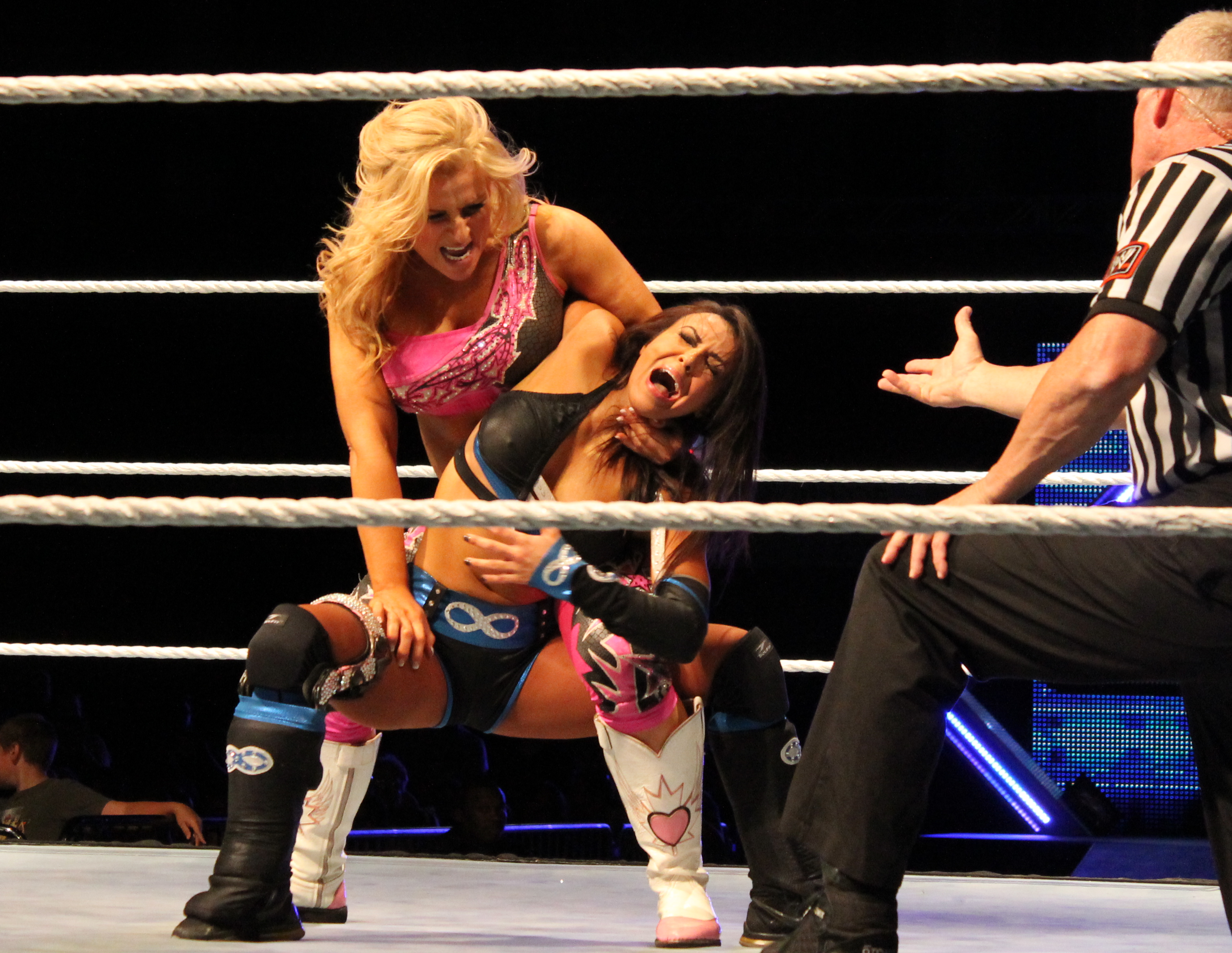

Un lottatore può eseguire un allungamento addominale prima di sedersi per aumentare la pressione (tenendo una gamba agganciata attorno alla stessa gamba dell'avversario e una gamba per sostenersi contro il tappeto). Può anche iniziare avvicinandosi da dietro a un avversario seduto e raggiungere il braccio vicino dell'avversario con il braccio più vicino alla schiena dell'avversario, bloccandolo con l'altra mano prima che il corpo sforzi il suo avversario con le gambe.

### Argentine backbreaker rack

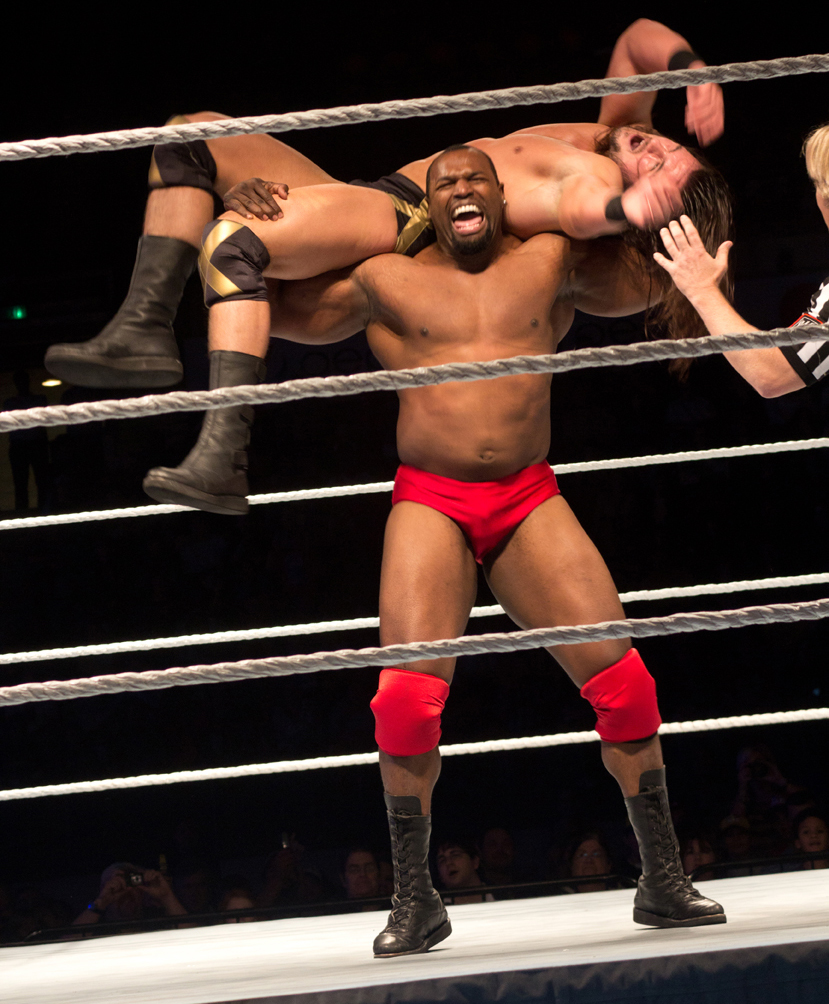

Una variazione di caduta del backbreaker di questa mossa di sottomissione vede il lottatore attaccante prima tenere un avversario in alto per il rack backbreaker argentino prima di cadere sul tappeto in posizione seduta o inginocchiata, flettendo così la schiena dell'avversario con l'impatto della caduta. Un'altra versione vede il lottatore tenere l'avversario nel rack backbreaker argentino prima di cadere in posizione seduta o inginocchiata mentre contemporaneamente lancia l'avversario dalle spalle, facendolo rotolare a mezz'aria e cadere sul tappeto in posizione a faccia in giù. Nikki Bella ha utilizzato entrambe le varianti come finisher in WWE .
Una variazione del rack backbreaker argentino, noto come La Reinera , vede l'avversario trattenuto sulla parte superiore della schiena del lottatore piuttosto che sulle sue spalle / collo. Spesso impostato da un tilt-a-whirl, l'avversario finisce sospeso con un braccio agganciato dietro ed entrambe le gambe agganciate dall'altro braccio del lottatore. A Rolando Vera è stato attribuito il merito di aver inventato la mossa.
Un'altra variante del rack backbreaker argentino chiamata La Atlántida , favorita dal luchador messicano Atlantis , vede il lottatore attaccante che tiene l'avversario attraverso le spalle e dietro la testa in una posizione laterale rivolta verso la parte posteriore, quindi abbassando la testa e una gamba piegare lateralmente l'avversario.
Una variazione de La Atlántida , a volte nota come "Accordion Rack", vede l'avversario tenuto in modo simile in una posizione laterale rivolta all'indietro attraverso le spalle del lottatore attaccante, ma con la curvatura della parte bassa della schiena dell'avversario direttamente dietro la testa del lottatore, e invece di tirare verso il basso, il lottatore volerà in avanti con il petto per piegare l'avversario, a volte al punto che il tallone dell'avversario tocca la testa. Tuttavia, questa mossa è principalmente limitata agli avversari con grande flessibilità. È stato utilizzato da lottatori come Awesome Kong.

### Canadian Backbreaker Rack

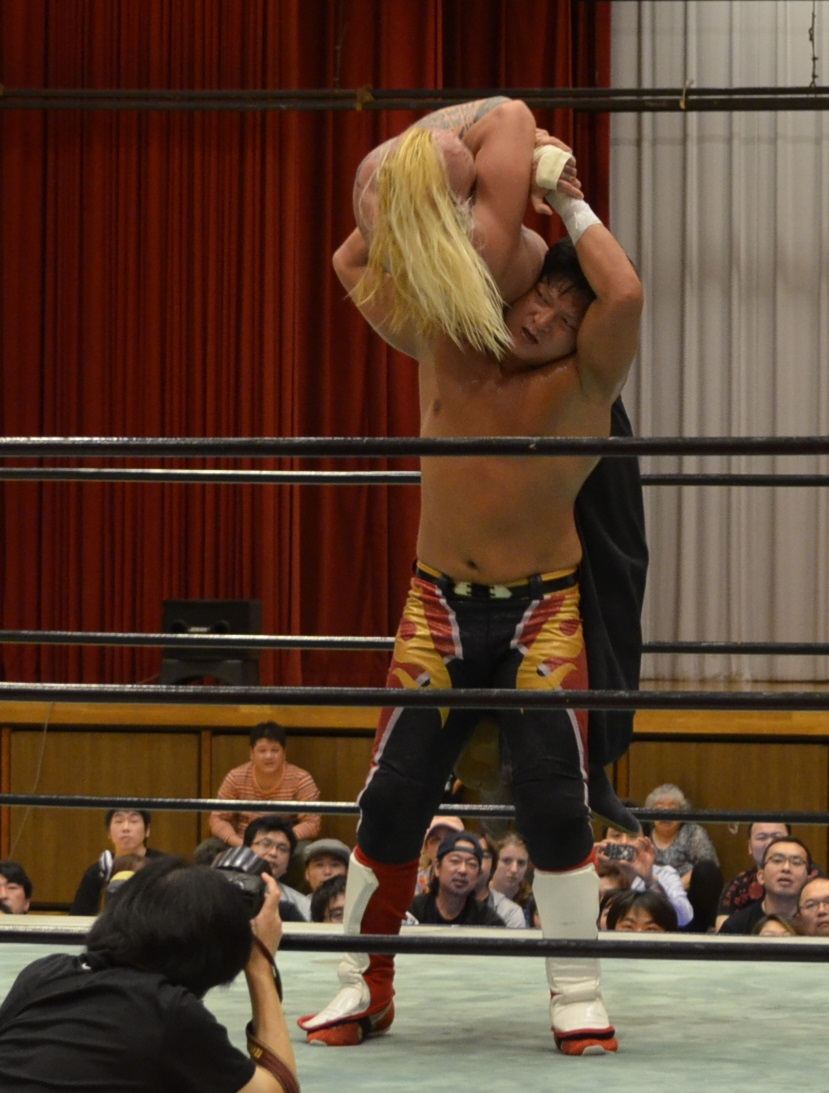

Conosciuto anche tecnicamente come backbreaker rack overhead gutwrench o Sammartino backbreaker, questo vede un lottatore attaccante sollevare prima un avversario in modo che la schiena dell'avversario poggi sulla spalla del lottatore, con la testa dell'avversario rivolta nella direzione in cui è rivolto il lottatore. Il lottatore quindi collega le braccia attorno al busto dell'avversario a faccia in su e preme verso il basso, schiacciando la spina dorsale dell'avversario contro la spalla del lottatore. Una variante comune di questa presa prevede che il lottatore attaccante applichi anche un doppio gancio prima o dopo aver sollevato l'avversario. Questo è stato utilizzato da Colt Cabana come Colt .45 . Il doppio ganciola variante si vede spesso quando la presa viene utilizzata per passare a un'altra manovra, come una caduta del backbreaker o una powerbomb invertita. Bruno Sammartino usò notoriamente questa mossa sui suoi avversari. Will Ospreay ha usato il doppio gancio per far girare il suo avversario in uno spaccacollo chiamato Stormbreaker .

### Octopus Hold

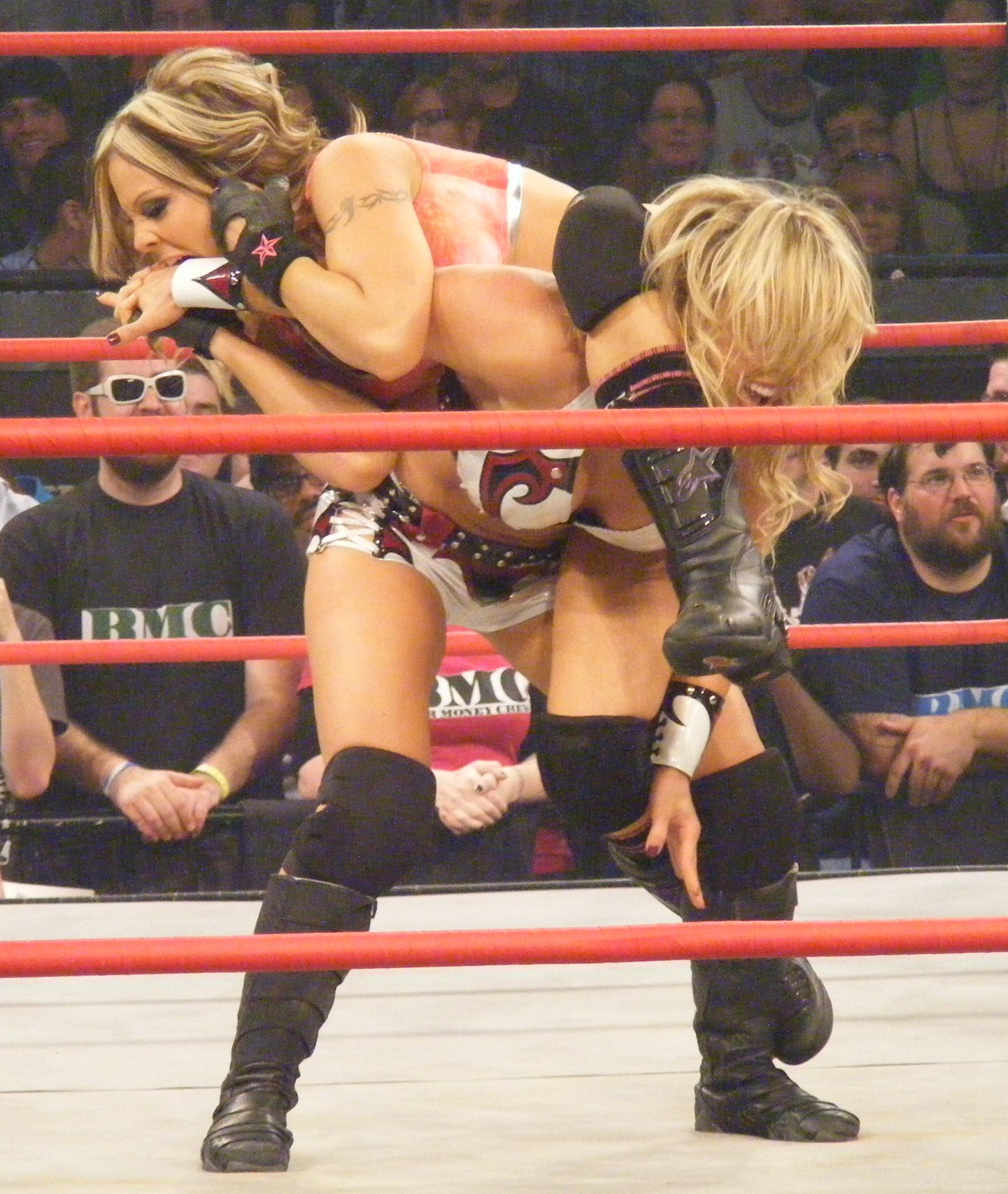

Il lottatore si trova dietro l'avversario e aggancia una gamba sopra la gamba opposta dell'avversario. Il lottatore quindi costringe l'avversario da un lato, intrappola una delle braccia dell'avversario con il proprio braccio e avvolge la gamba libera sul collo dell'avversario, costringendolo verso il basso. Questo eleva il lottatore e pone tutto il peso del lottatore sull'avversario. Il lottatore ha un braccio libero, che può essere utilizzato per l'equilibrio.

### Lotus Lock
Il lottatore afferra le braccia dell'avversario e avvolge le gambe all'esterno di esse, quindi i piedi del lottatore si incontrano nella parte posteriore del collo dell'avversario ed esercitano una pressione verso il basso, simile all'applicazione di un full nelson ma usando le gambe .

### Surfboard

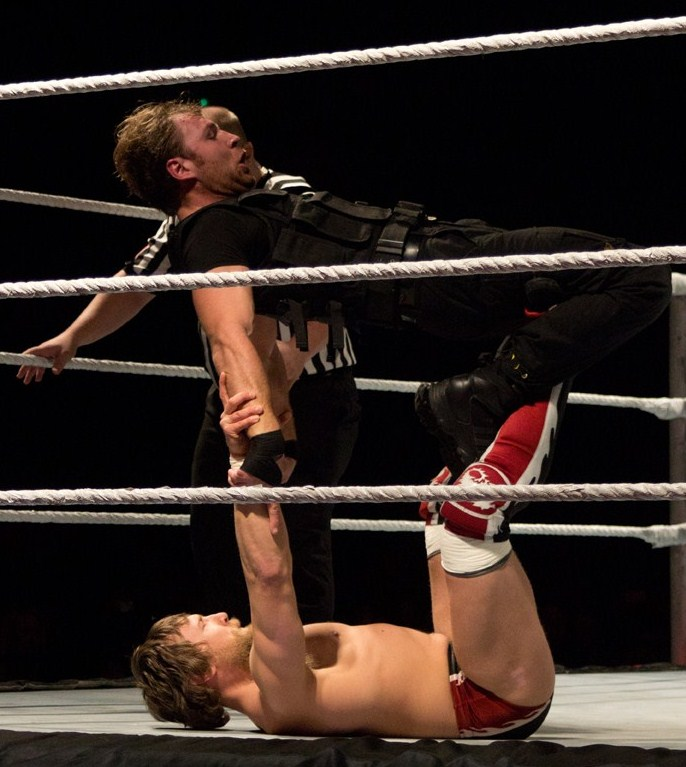

Si esegue mettendo un piede sulla schiena di colui che subisce la mossa, tirandogli indietro le braccia, quasi come a cavalcare appunto una tavola da Surf. Oltre che ad agire alla spina dorsale con il piede il portare le spalle verso le braccia provoca dolore ai muscoli superiori del braccio.

#### Cross-Armed Surfboard
Questa versione di una tavola da surf vede un lottatore in piedi o in ginocchio afferrare entrambi i polsi di un avversario inginocchiato o seduto e incrociare le braccia, esercitando pressione sia sulle braccia che sulle spalle dell'avversario. A volte il lottatore può posizionare il piede o il ginocchio sulla parte superiore della schiena dell'avversario per esercitare una pressione ancora maggiore.

#### Suspended Surfboard

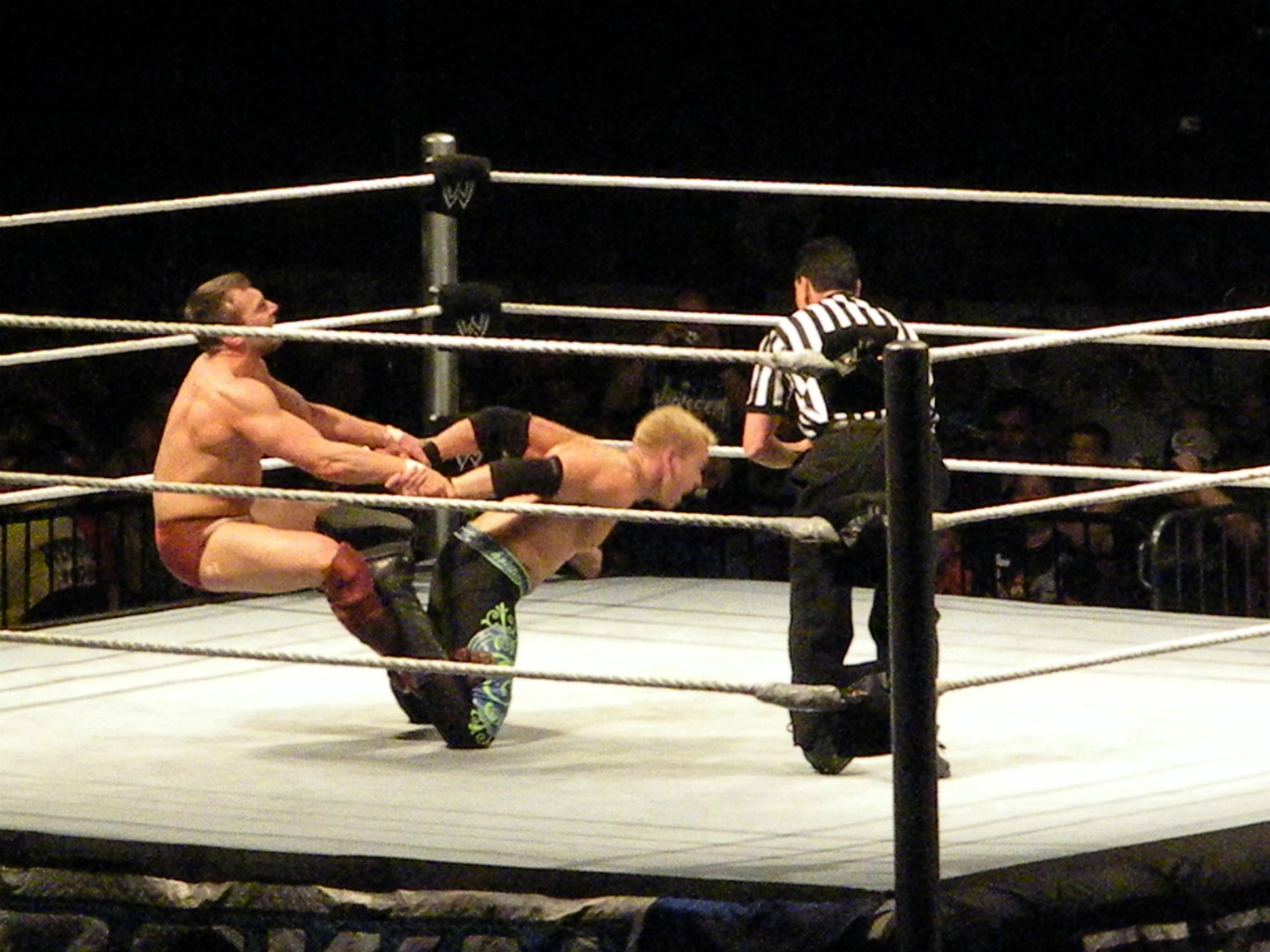

Conosciuta come la Campana in Messico. L'avversario è a faccia in giù con l'attaccante in piedi sopra di loro. L'attaccante piega le gambe dell'avversario contro la sua vita e afferra entrambe le braccia dell'avversario sollevandole e sospendendo la vittima in aria. Un modo più semplice per farlo è da un tiro di vittoria , dove invece di sedersi per lo schienamento l'attacco rotolerà fino ai suoi piedi, sperando oltre la vita del suo avversario (ancora trattenendo i suoi piedi) e girandolo. Questo rende più facile allungarsi, afferrare le braccia e sollevare l'avversario nella tavola da surf sospesa.
A volte fatto di fronte al tenditore, costringendo la testa dell'avversario a colpire contro il tenditore inferiore ad ogni oscillazione.

### Gory Special
Lo speciale Gory è una presa di sottomissione back-to-back backbreaker . È stato inventato da Gory Guerrero in Messico.  Il lottatore, mentre è dietro l'avversario, rivolto lontano da lui nella direzione opposta, aggancia le braccia sotto quelle dell'avversario. Da questa posizione, il lottatore solleva l'avversario, di solito piegandosi. Questa mossa può essere usata come presa di sottomissione o può essere usata per uno schianto spaccacollo o un abbattimento facebuster .

### Bow And Arrow Hold
Il lottatore si inginocchia sulla schiena dell'avversario con entrambe le ginocchia, agganciando la testa con un braccio e le gambe con l'altro. Quindi rotola indietro in modo che il suo avversario sia sospeso sulle ginocchia sopra di lui, rivolto verso l'alto. Il lottatore tira verso il basso con entrambe le braccia mentre spinge verso l'alto con le ginocchia per piegare la schiena dell'avversario. Viene spesso confuso con l'allungamento della tavola da surf.

## Sottomissioni alle gambe

### Ankle lock

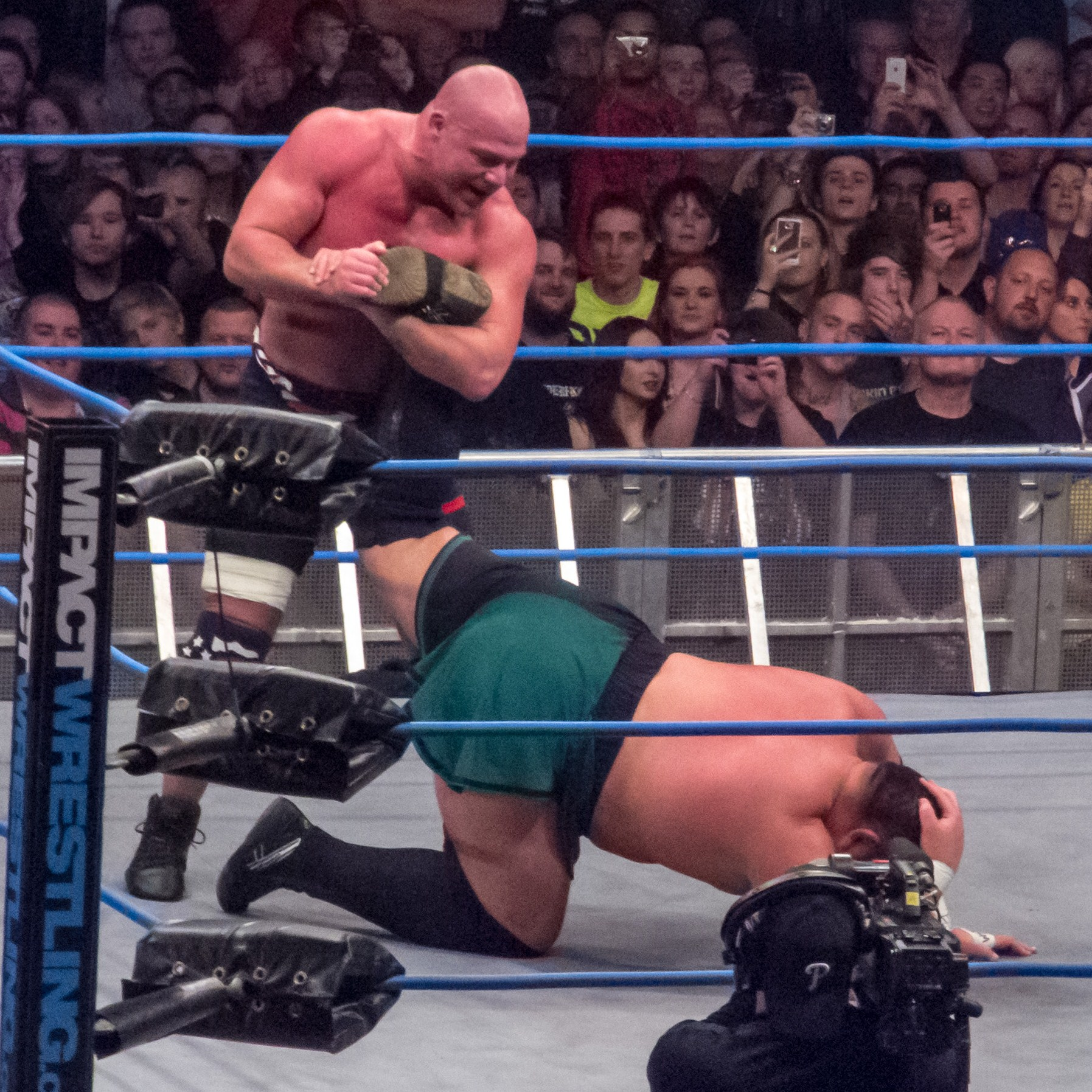

L'Ankle lock è una presa di sottomissione che consiste nell'afferrare la caviglia dell'avversario e, ruotando il piede verso l'esterno, mantenerla bloccata in una posizione innaturale e dolorosa. Questo tipo di torsione si ripercuote oltre che sulla caviglia sull'articolazione del ginocchio.
In alcuni casi, per rendere più efficace la mossa, l'esecutore si sdraia a terra immobilizzando con le proprie gambe l'avversario, impedendogli qualsiasi movimento.
Questo tipo di tecnica è usato prevalentemente nel wrestling, in quanto vietata nel Judo e molto poco usata nel Ju jitsu brasiliano.
A volte con il termine Ankle lock ci si riferisce a qualunque presa che agisca sulla caviglia ma, nel wrestling, il termine dovrebbe essere usato solo per le tecniche di torsione e non per quelle di compressione dei tendini o iperestensione dell'articolazione della caviglia.
C'è una variante di questa mossa la double ankle lock in cui il lottatore si sdraia a terra esercitando tramite le gambe la presa anche al piede libero dell'avversario.

### Boston Crab

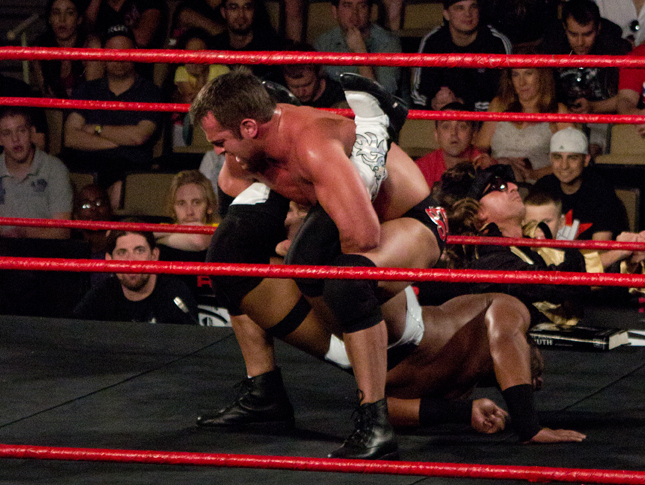

Questo in genere inizia con l'avversario sulla schiena e il lottatore in piedi e di fronte a lui. Il lottatore aggancia ciascuna delle gambe dell'avversario in una delle sue braccia, quindi gira l'avversario a faccia in giù, calpestandolo nel processo. La posizione finale vede il lottatore in posizione semi-seduta e rivolto lontano dal suo avversario, con la schiena e le gambe dell'avversario piegate all'indietro verso il suo viso.

#### Rope hung Boston crab

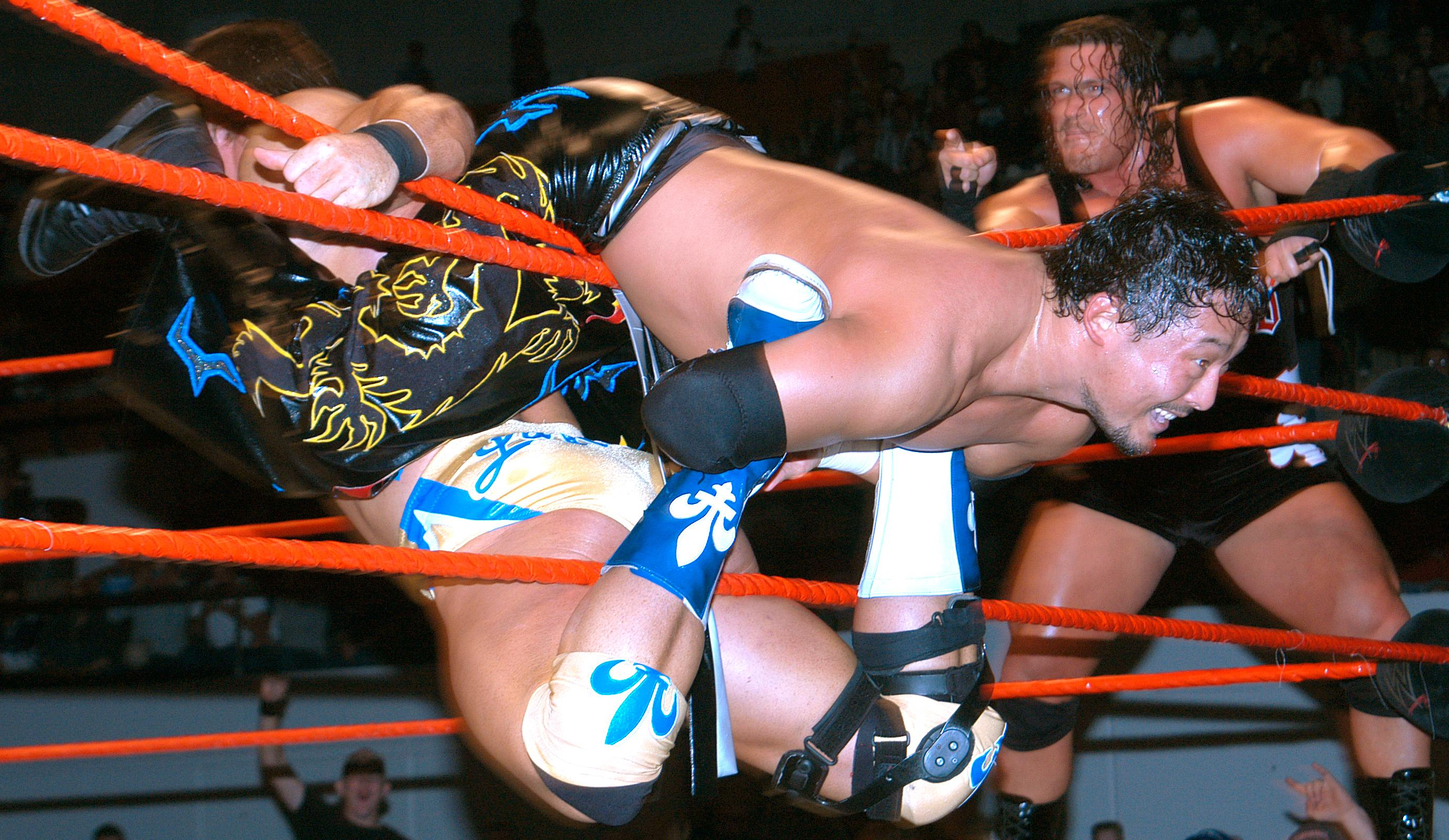

Conosciuta anche come Tarantula. Uncinando alle corde il rivale con l'aiuto delle gambe, l'esecutore afferra le gambe dell'avversario e creando una specie di cerchio le tira indietro come fosse in una semplice Boston Crab. Essendo attraverso l'attaccamento alle corde la pressione esercitata anche alle spalle la mossa risulta distruttiva e molto difficile da ribaltare. Le regole dei normali match però non consentono di eseguirla per un periodo più lungo di 5 secondi, poiché in caso di contatto con le corde da parte di qualunque parte del corpo anche solo di uno dei due lottatori colui che esegue la sottomissione è costretto a interromperla, pena la squalifica.

#### Single leg Boston crab

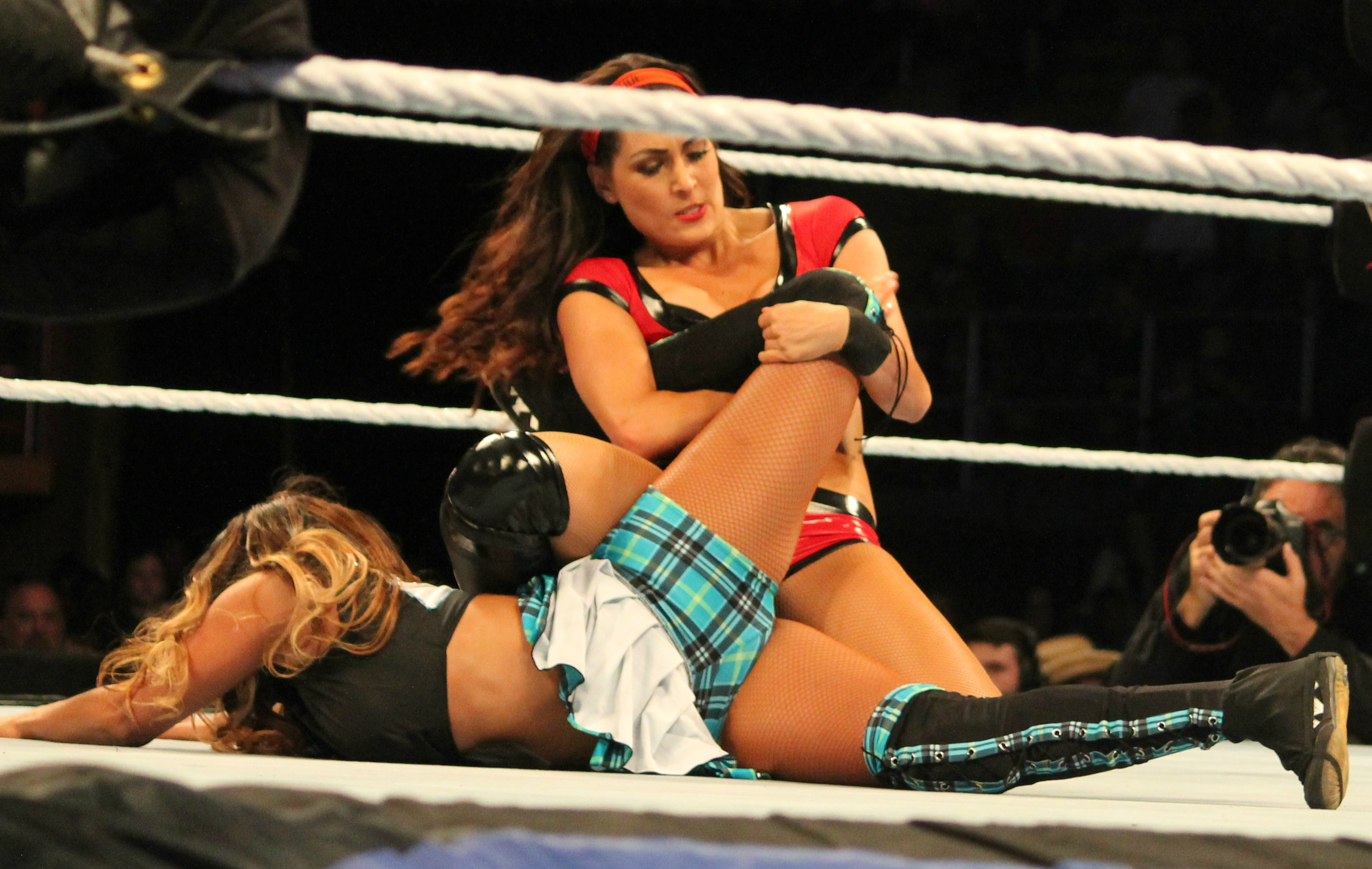

Identica alla classica Boston crab solo che viene applicata ad una sola gamba.

#### Over the shoulder single leg Boston crab
La mossa consiste nel prendere con due mani la gamba dell'avversario e nel mettere, appunto, la gamba dietro la testa, in modo da fare uno spezza gamba con la testa. Questa mossa era usata raramente da Brock Lesnar, che la utilizzava solo e spesso per i wrestler che raggiungevano i 100 kg. Il nome tecnico della mossa è Over the shoulder Single Leg Boston Crab, che significa Boston Crab ad una gamba sulle spalle.

#### Ropes boston crab
L'esecutore applica una Boston crab mentre l'avversario è intrappolato tra le corde del ring.

### Bridging deathlock
Dalla posizione finale della deathLock il lottatore che esegue la mossa afferra la testa del rivale spingendola verso l'alto.

### Cloverleaf

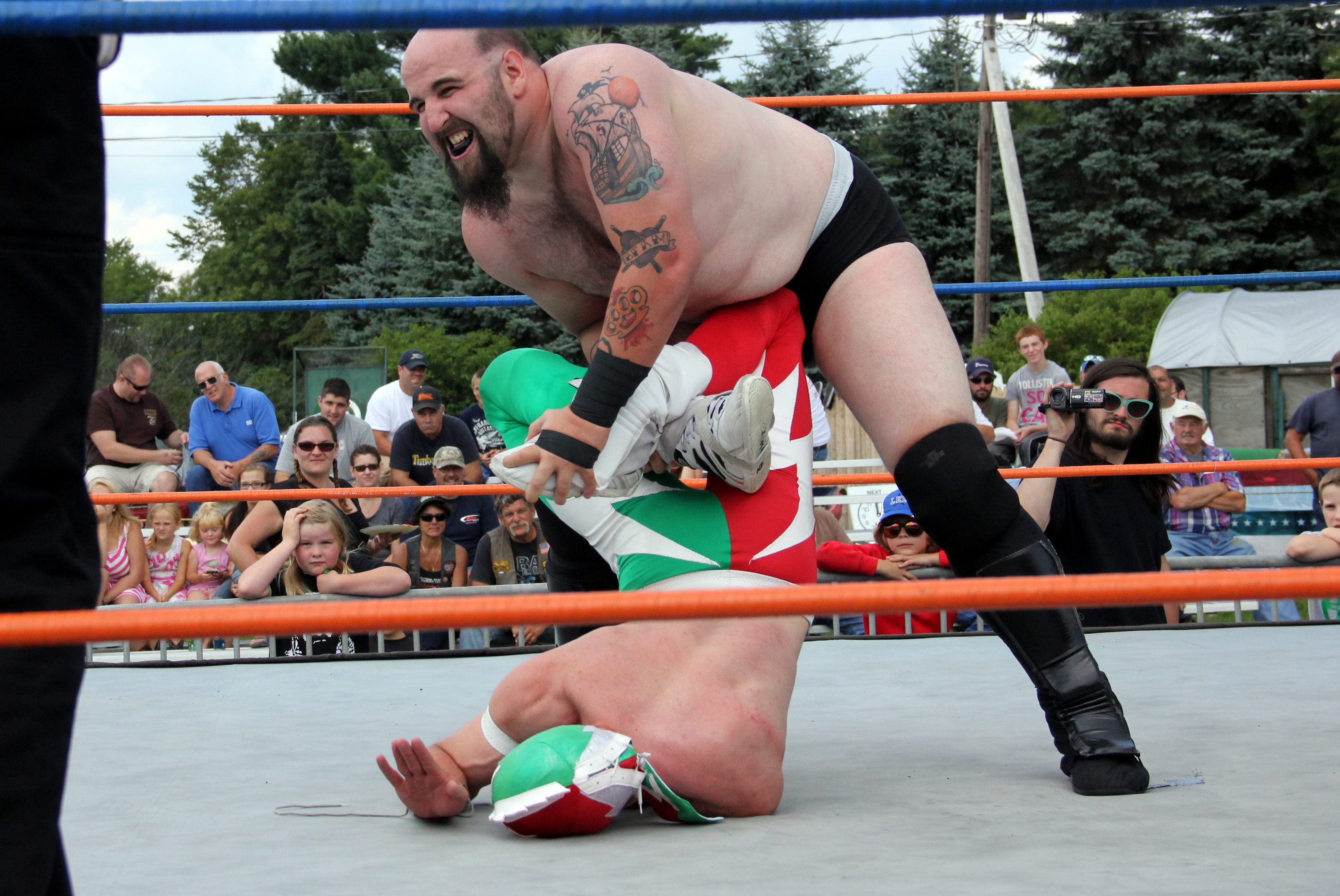

Anche conosciuta come Texas Cloverleaf, questa mossa è un ibrido tra una Figure Four Leg Lock e una Boston Crab, ma può anche essere considerata una specie di Sharpshooter, con la differenza che l'esecutore invece di mettere una gamba tra quelle dell'avversario, ci mette un braccio e unisce le proprie mani per chiudere la presa.

#### Vertical cloverleaf

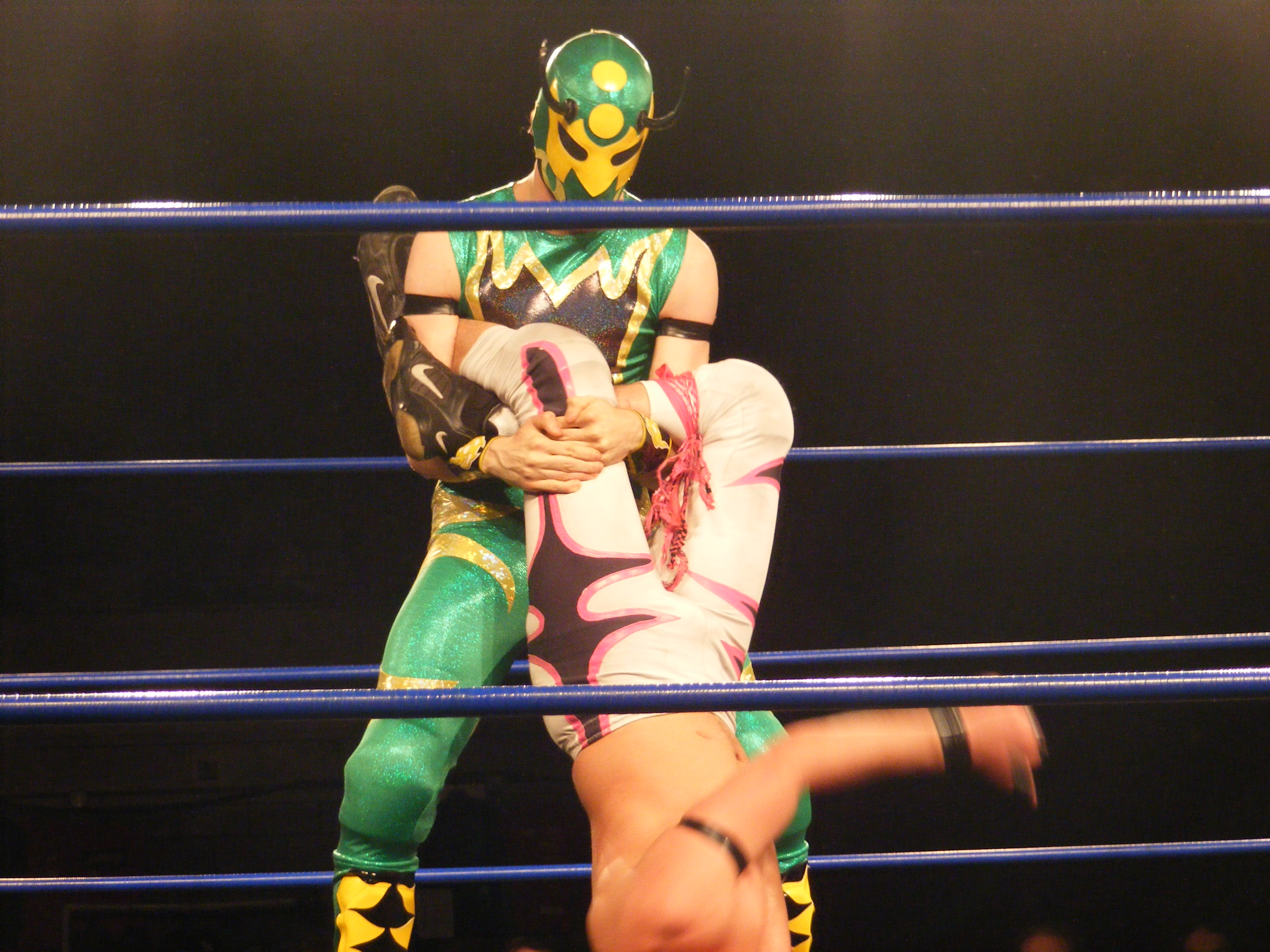

Variante di cloverleaf eseguita rimanendo in piedi e con l'avversario appoggiato al ring solo con le braccia.
Una variazione del bracciolo del quadrifoglio che è simile a un granchio di Boston a gamba singola con bracciolo. Questa presa inizia con un avversario supino sdraiato a faccia in su sul tappeto. Il lottatore attaccante quindi afferra una delle braccia e procede a camminare sopra l'avversario continuando a tenere il braccio, costringendolo a girarsi sullo stomaco. Il lottatore quindi si inginocchia sulla schiena dell'avversario, bloccando il braccio dell'avversario dietro il ginocchio nel processo. Il lottatore quindi si allunga e piega una gamba in modo che lo stinco sia dietro il ginocchio della gamba dritta e posiziona la caviglia della gamba dritta sotto l'ascella. Con lo stesso braccio, il lottatore raggiunge la caviglia e attraverso l'apertura formata dalle gambe, e intreccia le mani come in un quadrifoglio. Il lottatore quindi tira indietro in modo da allungare le gambe, la schiena e il collo dell'avversario mantenendo il braccio intrappolato.

#### Reverse Cloverleaf
In questa variazione di un quadrifoglio invece di girarsi quando si gira l'avversario, il lottatore è rivolto nella stessa direzione dell'avversario per accovacciarsi e piegarsi in avanti per applicare più pressione alle gambe, alla colonna vertebrale e all'addome.

#### Leglock Cloverleaf
Questa variazione del quadrifoglio vede il lottatore, dopo aver incrociato una delle gambe dell'avversario sull'altra a forma di quattro, bloccare la gamba sopra dietro il ginocchio vicino prima di posizionare la gamba dritta sotto l'ascella e girarsi. Il lottatore procede ad appoggiarsi all'indietro tirando la gamba sotto l'ascella. Ciò mantiene bloccata la gamba sopra, ora sotto, mentre si esercita pressione sulla gamba e si allungano le gambe e la schiena.

#### Rivera Cloverleaf

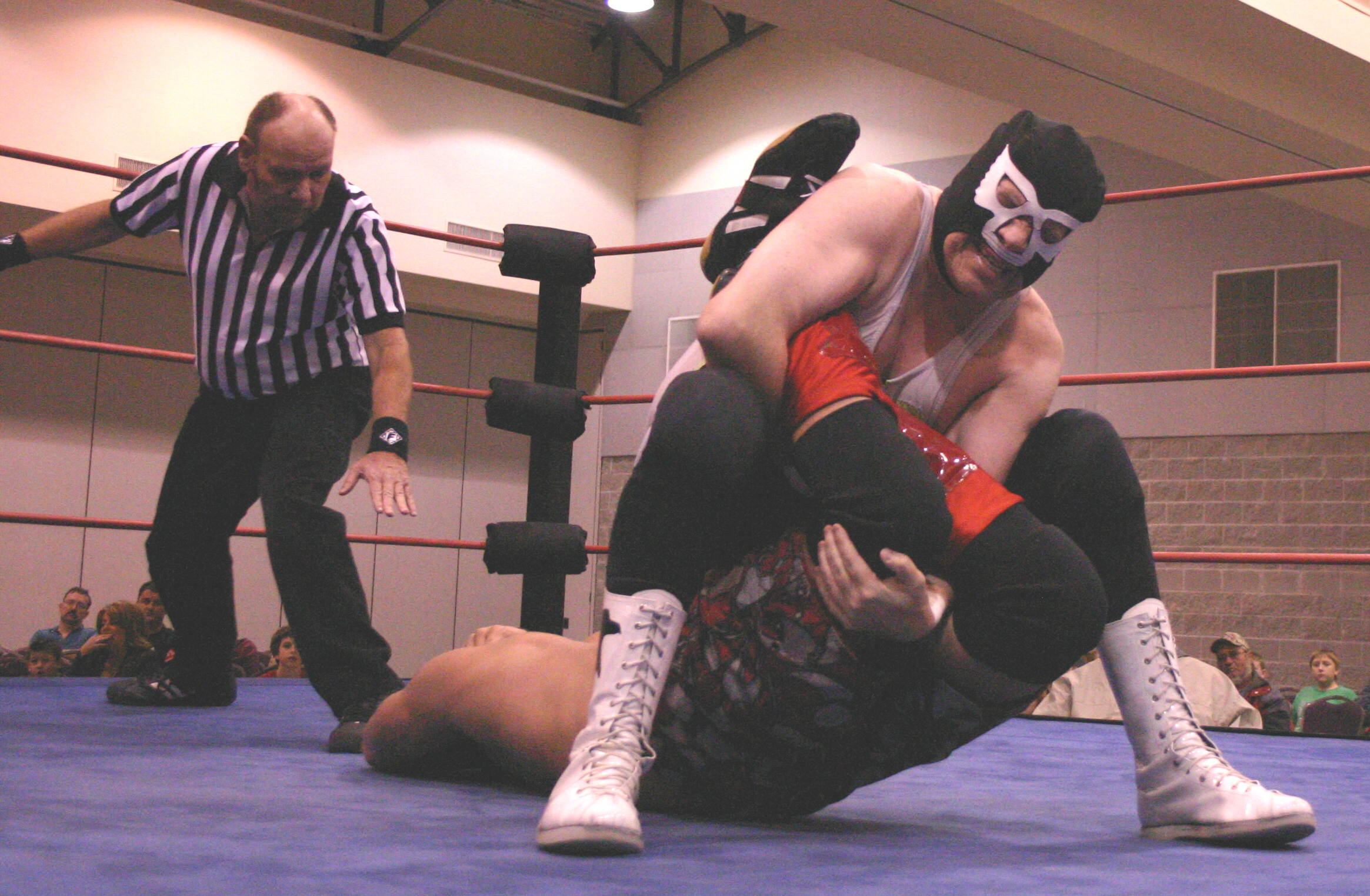

Questa variazione del quadrifoglio vede il lottatore agganciare le gambe come un quadrifoglio , ma intreccia le mani per stringere l'altra mano e aggancia anche la caviglia che sporge con la gamba (qualunque sia) nel ginocchio.

### Figure-four leglock

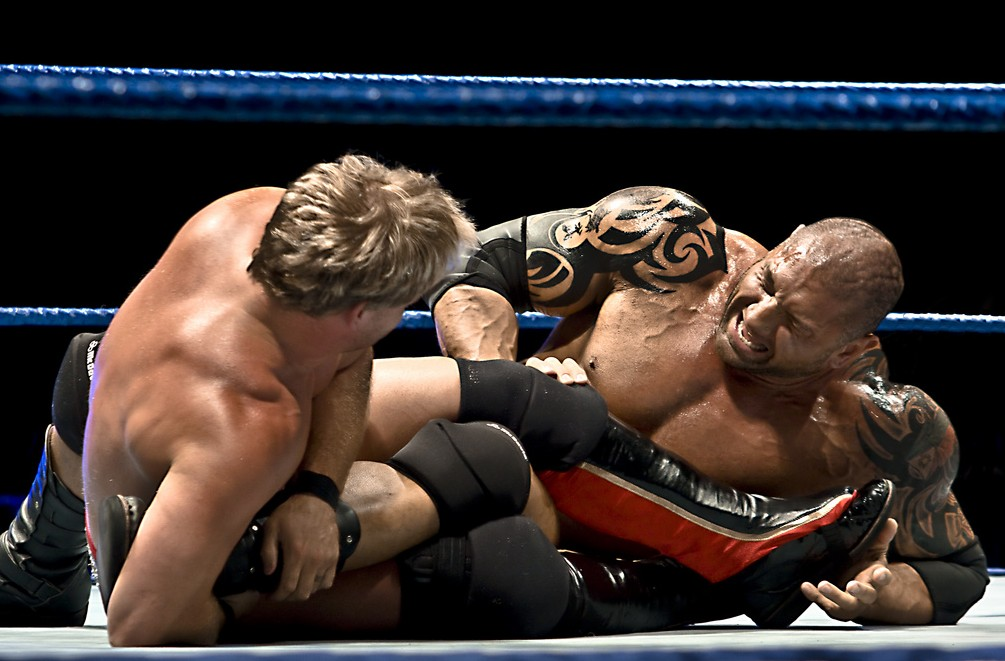

Il wrestler che utilizza la presa è in piedi davanti all'avversario sdraiato di schiena a terra; prende una delle gambe di quest'ultimo, effettua una rotazione intorno a questa, mantenendo la presa alla caviglia ottenuta; afferra la seconda gamba e la incrocia con la prima, gettandosi a terra, applicando pressione sulle gambe dell'avversario (le quali in questa posizione assumono la forma di un "4") con le proprie.
Esiste una versione modificata detta Inverted figure-four.

### Figure-eight leglock

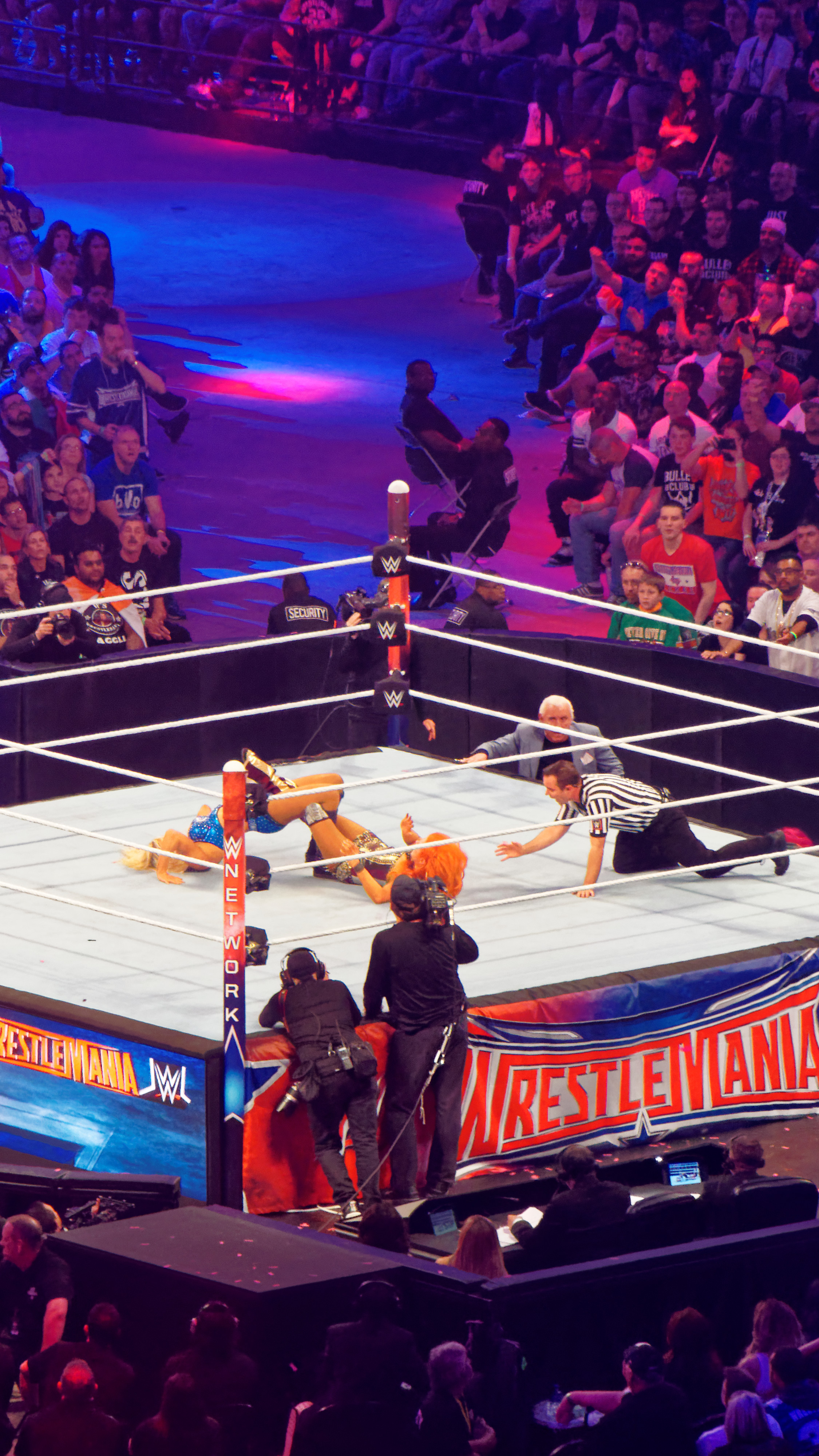

Esecuzione identica della Figure-four leglock con la variante che l'esecutore una volta eseguita la mossa esegue un ponte in modo da aumentare la pressione sulle gambe e aumentare l'efficacia della presa.

#### Figure Four Ankle lock
Questa presa di sottomissione prevede una combinazione di Figure-Four Leglock e Ankle lock. Tuttavia, invece di bloccare le gambe dell'avversario a forma di "4", il lottatore attaccante incrocia una delle gambe dell'avversario sull'altra gamba. Quindi il lottatore attaccante stringe l'altra gamba ed esegue una presa di sottomissione chiave alla caviglia.

#### Reverse Figure Four Leglock
L'avversario è sdraiato a faccia in giù a terra. Il lottatore si inginocchia sulle cosce dell'avversario con la gamba sinistra tra le gambe dell'avversario, quindi piega la gamba sinistra del suo avversario attorno alla sua coscia sinistra. Dopodiché pone la gamba destra dell'avversario sopra la caviglia sinistra dell'avversario e mette la propria gamba destra sotto la caviglia sinistra dell'avversario. Alla fine, mette entrambi i piedi sopra il piede destro dell'avversario e lo preme.

#### Kneeling Figure Four Leglock
L'avversario è sulla schiena con il lottatore in piedi su una delle sue gambe. Il lottatore applica una presa rotante, incrocia le gambe dell'avversario e si inginocchia su di esse.

#### Modified Figure Four Leglock
Questa versione è una variante che vede l'avversario a faccia in su con il lottatore che afferra le gambe dell'avversario, ci infila la propria gamba e le torce come se facesse un tiratore scelto, ma invece mette l'altra gamba sul piede dell'avversario più vicino a lui, cade sul tappeto e fa pressione.

#### Inverted Figure Four Leglock
Il lottatore che usa questa mossa si trova sopra l'avversario con l'avversario a faccia in su e afferra una gamba dell'avversario. Il lottatore quindi si gira di 90 gradi e afferra l'altra gamba, incrociandole mentre lo fa e cade sul tappeto, esercitando pressione sulle gambe incrociate dell'avversario con le proprie.

#### Ringpost Figure Four Leglock
L'avversario è a terra o in piedi accanto a uno dei pali d'angolo del ring. Il lottatore esce dal ring all'esterno e trascina l'avversario per le gambe verso il ringpost, in modo che il palo sia tra le gambe dell'avversario (simile a quando qualcuno "inguina" il suo avversario con il ringpost). L'esecutore testamentario si trova quindi accanto al grembiule del ring, all'esterno del tenditore / delle corde e applica il leglock a figura quattro con il ringpost tra le gambe dell'avversario. L'esecutore della presa quindi cade all'indietro mentre afferra le gambe / i piedi dell'avversario, appeso a testa in giù dal ring apron. Il ringpost assiste il movimento, creando più danni e leva al ginocchio dell'avversario.

#### Standing Figure Four
L'avversario è sulla schiena con il lottatore in piedi su una delle sue gambe con un piede posizionato su entrambi i lati della gamba. Il lottatore pianta il piede nel ginocchio dell'altra gamba dell'avversario e poi piega quella gamba al ginocchio sopra la parte superiore della prima gamba formando la figura quattro. Il lottatore poi torna indietro.

### Indian deathlock
Gioco a incastro con le gambe: colui che esegue la mossa porta a incastrare il piede del rivale al proprio ginocchio facendo compiere al ginocchio dell'avversario, steso per terra supino, una torsione innaturale. Una volta fatto ciò si butta all'indietro e torce ancora di più il ginocchio dell'avversario. La mossa è molto usata nel Puroresu.

#### Inverted Indian Deathlock
Con l'avversario sulla schiena, il lottatore in piedi accanto a lui, si siede con la gamba sopra e tra le gambe dell'avversario (spesso usando un legdrop al ginocchio). Quindi posiziona la gamba lontana dell'avversario nella cavità del ginocchio della gamba vicina, terminando la sottomissione mettendo la caviglia dell'avversario sopra la propria caviglia e rotolando entrambi sulla pancia e spingendo indietro con la caviglia del lottatore

### Leglock
L'esecutore della mossa prende una delle gambe della vittima e la incastra tra le sue, causando una forte pressione nella parte interessata

### Liontamer
La posizione di partenza è uguale a quella della Boston crab, con la differenza che in questa versione della mossa l'esecutore non scavalca con la propria gamba l'avversario bensì mentre sta per girare la vittima gli appoggia il ginocchio sulla nuca in modo da esercitare una maggiore pressione sulla schiena e contrariamente alla boston crab anche al collo.

### Sharpshooter

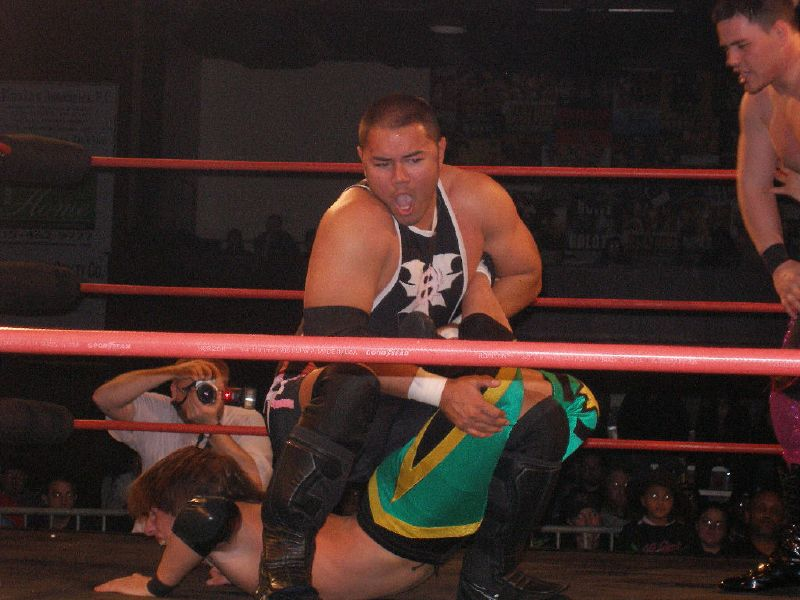

La Sharpshooter, originariamente chiamata Sasori gatame o Scorpion Hold, è una presa di sottomissione del wrestling.
È conosciuta anche con diversi altri nomi: Cloverleaf leg lace Boston crab, Standing reverse figure-four leglock e Scorpion Deathlock. Questa presa è stata inventata dal wrestler giapponese Riki Chōshū ed è stata resa popolare da Sting, ma è generalmente associata a Bret Hart, che ha usato la mossa come mossa finale e le ha dato il nome di Sharpshooter. Nonostante sia Bret Hart il nome a cui la presa è associata, i primi americani ad usarla furono Sting e Ron Garvin, che la battezzarono Scorpion Deathlock. È conosciuta con molti altri nomi, come reverse figure four, cloverleaf leg-lace crab, grapevine boston crab e grapevine crab.
La Sharpshooter inizia con l'avversario in posizione supina inserendo tra le gambe dell'avversario la sua gamba sinistra che avvolge le gambe dell'avversario sul livello dello stinco.
Tenendo le gambe dell'avversario in posizione, il lottatore poi afferra la gamba dell'avversario che ha attraversato la posizione sopra in posizione prona e va a comprimere la parte bassa della schiena.

### Inverted Sharpshooter

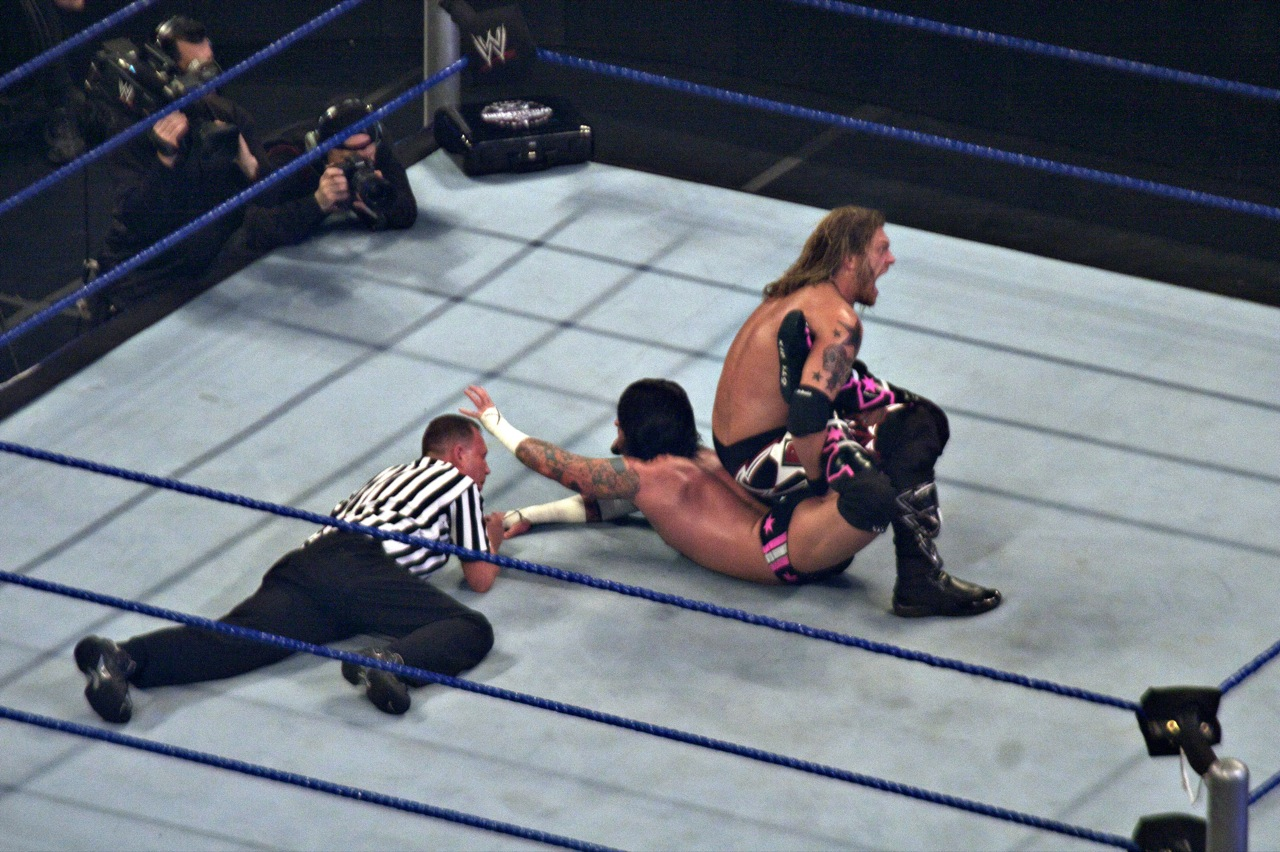

Nota anche come Edgecator, la posizione di partenza è perfettamente uguale a quella della Sharpshooter, ma durante l'esecuzione l'esecutore resta con il corpo girato dalla stessa parte ed esercita la sottomissione soprattutto sulla parte inferiore delle gambe del rivale, premendole contro il proprio ginocchio.

### Argentine Leglock
Tecnicamente noto come un granchio Boston a gamba singola sopra la spalla e comunemente noto come silenziatore elasticizzato. Il lottatore si trova sopra un avversario a faccia in giù che giace a terra. Solleva una gamba dell'avversario e gliela avvolge sul collo. Quindi usa le braccia per spingere verso il basso lo stinco e la coscia dell'avversario, esercitando così pressione sul ginocchio dell'avversario. Per un breve periodo, Brock Lesnar ha utilizzato la versione del granchio di Boston di questa manovra e l'ha chiamata Brock Lock.
Tony Mamaluke ha introdotto una variazione in cui scavalca l'avversario abbattuto e si siede sulla parte bassa della schiena come in un mezzo granchio di Boston , chiamandolo il granchio siciliano. Último Guerrero usa una variazione in cui afferra la gamba corrispondente del suo avversario e gli avvolge i piedi attorno al collo chiamata Guerrero Special ll. Shuji Kondo usa la sua variazione in cui entrambe le gambe del suo avversario sono incrociate sul collo chiamata Cat's Cradle.

### Cross Kneelock
Con l'avversario sdraiato a faccia in giù sul tappeto, il lottatore afferra lo stinco di una delle gambe dell'avversario e avvolge le sue gambe attorno alla gamba. Il lottatore quindi torce la gamba, iperestendendo il ginocchio. Molto simile al blocco della caviglia della vite , con l'unica differenza che il lottatore avvolge le braccia attorno allo stinco e non le mani attorno alla caviglia dell'avversario.
Comunemente usato per contrastare un attacco da dietro. Il lottatore si ribalta in avanti sulla schiena, mettendo le gambe attorno a una delle gambe dell'avversario durante la discesa, e quindi usando il suo slancio per far cadere l'avversario in avanti sul tappeto. La mossa può essere applicata anche correndo verso l'avversario e poi eseguendo il salto mortale quando è accanto a lui.

### Trick Trock Toe
Simile all'Ankle Lock ma la differenza sta nel fatto che il dolore si concentra sull'alluce grazie al movimento imposto dal wrestler (quello di volerlo spezzare). È spesso preceduta dalla rimozione della scarpa dell'avversario.